# Linz
Linz (/lɪnts, lɪnz/; tiếng Đức: [ˈlɪnts]; tiếng Séc: Linec) là thành phố thủ phủ của Thượng Áo và là thành phố lớn thứ ba ở Áo. Nó nằm ở phía bắc đất nước Áo, trên sông Danube cách biên giới Séc 30 km (19 dặm) về phía nam. Năm 2018, dân số là 204.846 người.
Từ năm 1945 đến năm 1955, Linz bị chia cắt thành hai phần, phần phía bắc sông Danube do Liên Xô chiếm đóng và phần phía nam do người Mỹ chiếm đóng. Năm 2009, Linz là Thủ đô Văn hóa Châu Âu; nó là một thành viên của Mạng lưới các thành phố sáng tạo của UNESCO. Linz nổi tiếng với món bánh torte Linz.

## Địa lý
Linz nằm ở trung tâm Châu Âu, nằm trên trục tây - đông Paris – Budapest và trục bắc – nam Malmö – Trieste. Sông Danube là kết nối du lịch và giao thông chính chạy qua thành phố.
Khoảng 29,27% diện tích rộng 96 km2 (37 dặm vuông Anh) của thành phố là đồng cỏ, 17,95% được bao phủ bởi rừng, vùng nước (6,39%), còn lại là diện tích giao thông và đất liền.

### Quận
Kể từ tháng 1 năm 2014, thành phố được chia thành 16 quận thống kê:
| no. | district              | inhabitants | area    |
| --- | --------------------- | ----------- | ------- |
| 1.  | Innere Stadt          | 24,785      | 278.9   |
| 2.  | Urfahr                | 23,581      | 426.8   |
| 3.  | Pöstlingberg          | 4,527       | 851.1   |
| 4.  | St. Magdalena         | 11,890      | 655.3   |
| 5.  | Dornach-Auhof         | 7,283       | 682.6   |
| 6.  | Kaplanhof             | 9,753       | 243.2   |
| 7.  | Franckviertel         | 7,216       | 120.7   |
| 8.  | Bulgariplatz          | 14,993      | 260.3   |
| 9.  | Froschberg            | 11,654      | 452.8   |
| 10. | Bindermichl-Keferfeld | 19,875      | 412.0   |
| 11. | Spallerhof            | 12,021      | 297.1   |
| 12. | Neue Heimat           | 13,095      | 413.2   |
| 13. | Kleinmünchen-Auwiesen | 22,209      | 645.1   |
| 14. | Industriegebiet-Hafen | 138         | 1,277.4 |
| 15. | Ebelsberg             | 10,763      | 1,291.2 |
| 16. | Pichling              | 7,812       | 1,290.0 |

Trước năm 2014, Linz được chia thành chín quận và 36 phường là:
1. Ebelsberg
2. Innenstadt: Altstadtviertel, Rathausviertel, Kaplanhofviertel, Neustadtviertel, Volksgartenviertel, Römerberg-Margarethen
3. Kleinmünchen: Kleinmünchen, Neue Welt, Scharlinz, Bergern, Neue Heimat, Wegscheid, Schörgenhub
4. Lustenau: Makartviertel, Franckviertel, Hafenviertel
5. Pöstlingberg: Pöstlingberg, Bachl-Gründberg
6. St. Magdalena: St. Magdalena, Katzbach, Elmberg
7. St. Peter
8. Urfahr: Alt-Urfahr, Heilham, Hartmayrsiedlung, Harbachsiedlung, Karlhofsiedlung, Auberg
9. Waldegg: Freinberg, Froschberg, Keferfeld, Bindermichl, Spallerhof, Wankmüllerhofviertel, Andreas-Hofer-Platz-Viertel

## Lịch sử

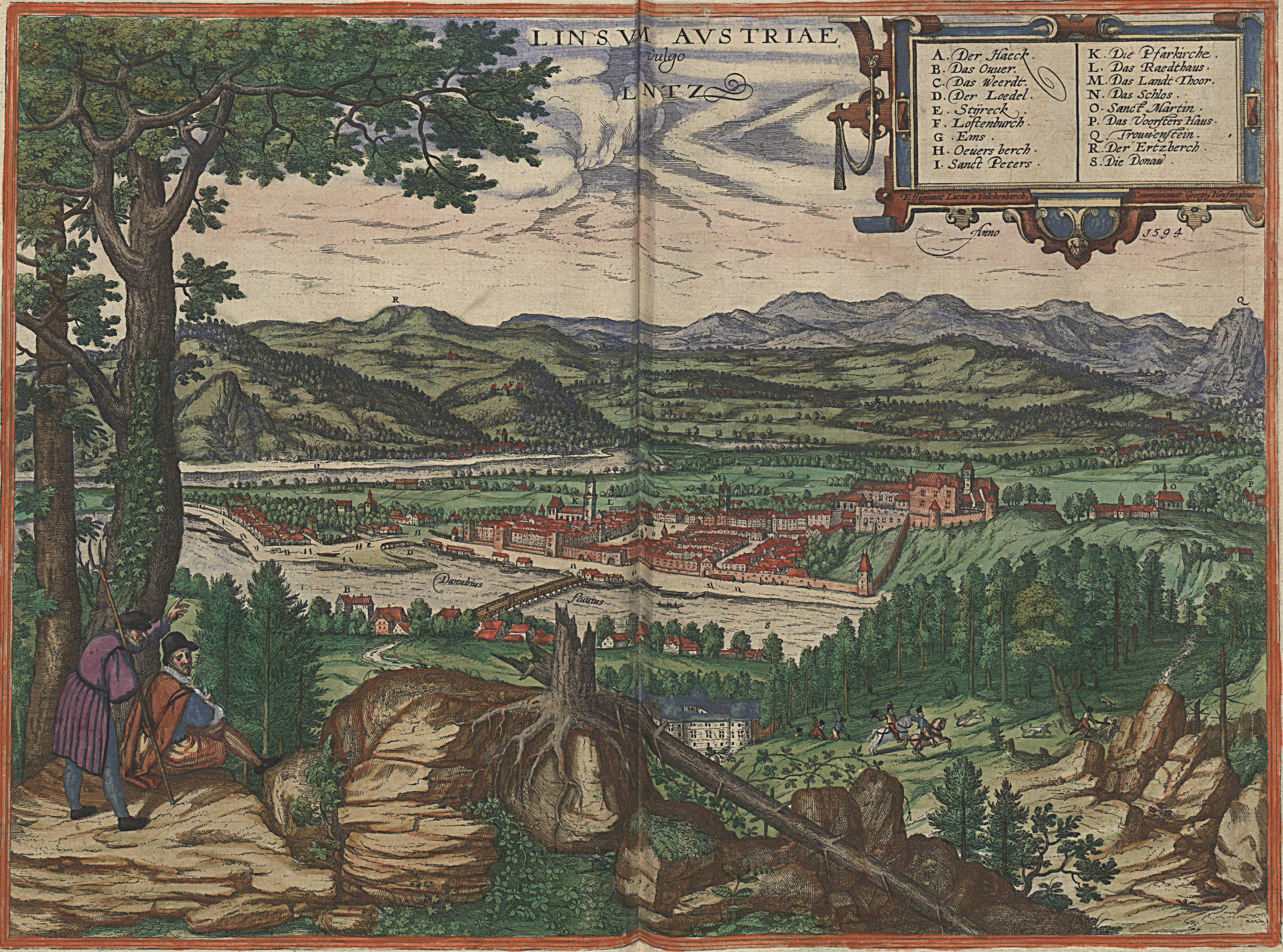
Mô tả thị trấn năm 1594

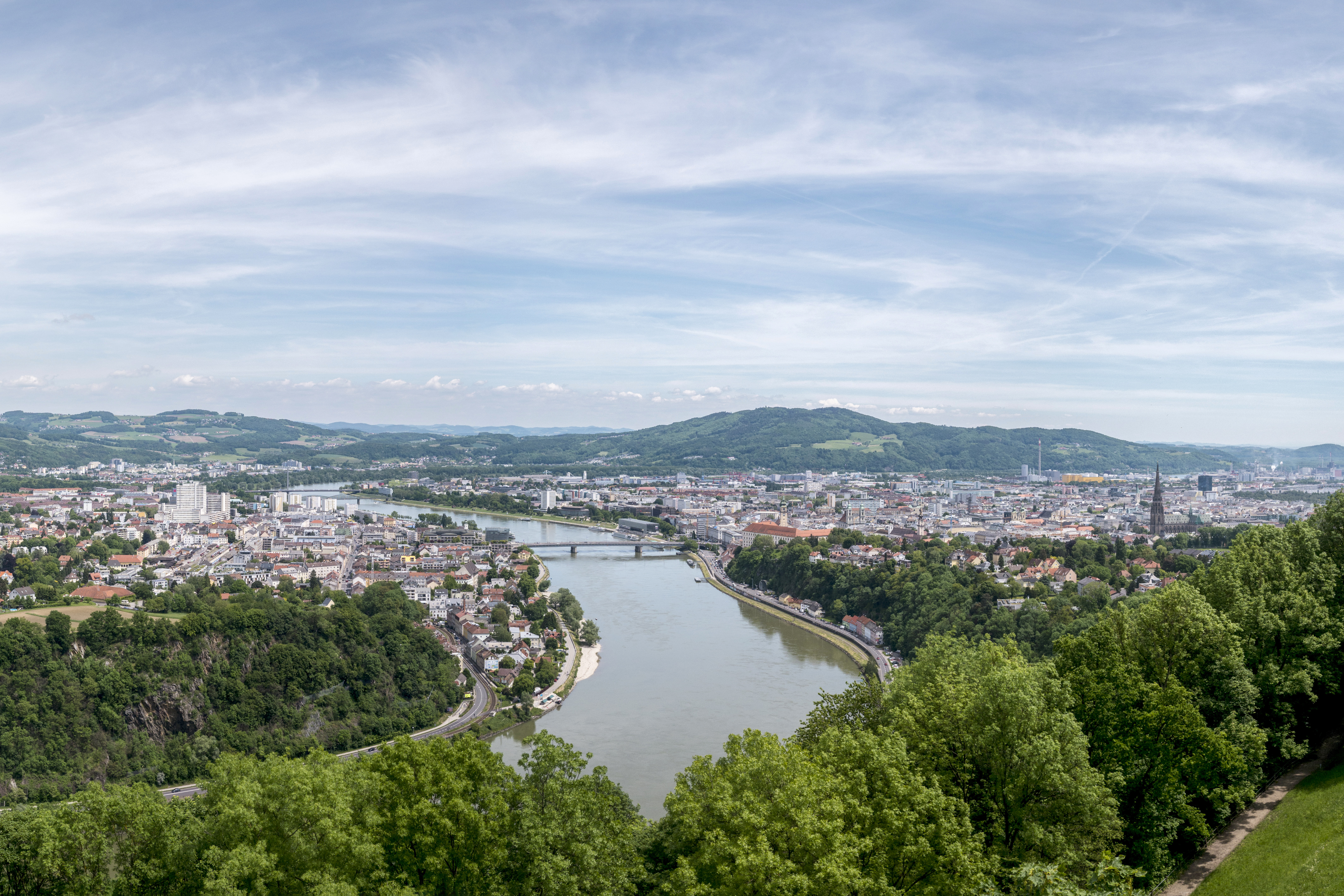
Phần trung tâm của thị trấn.

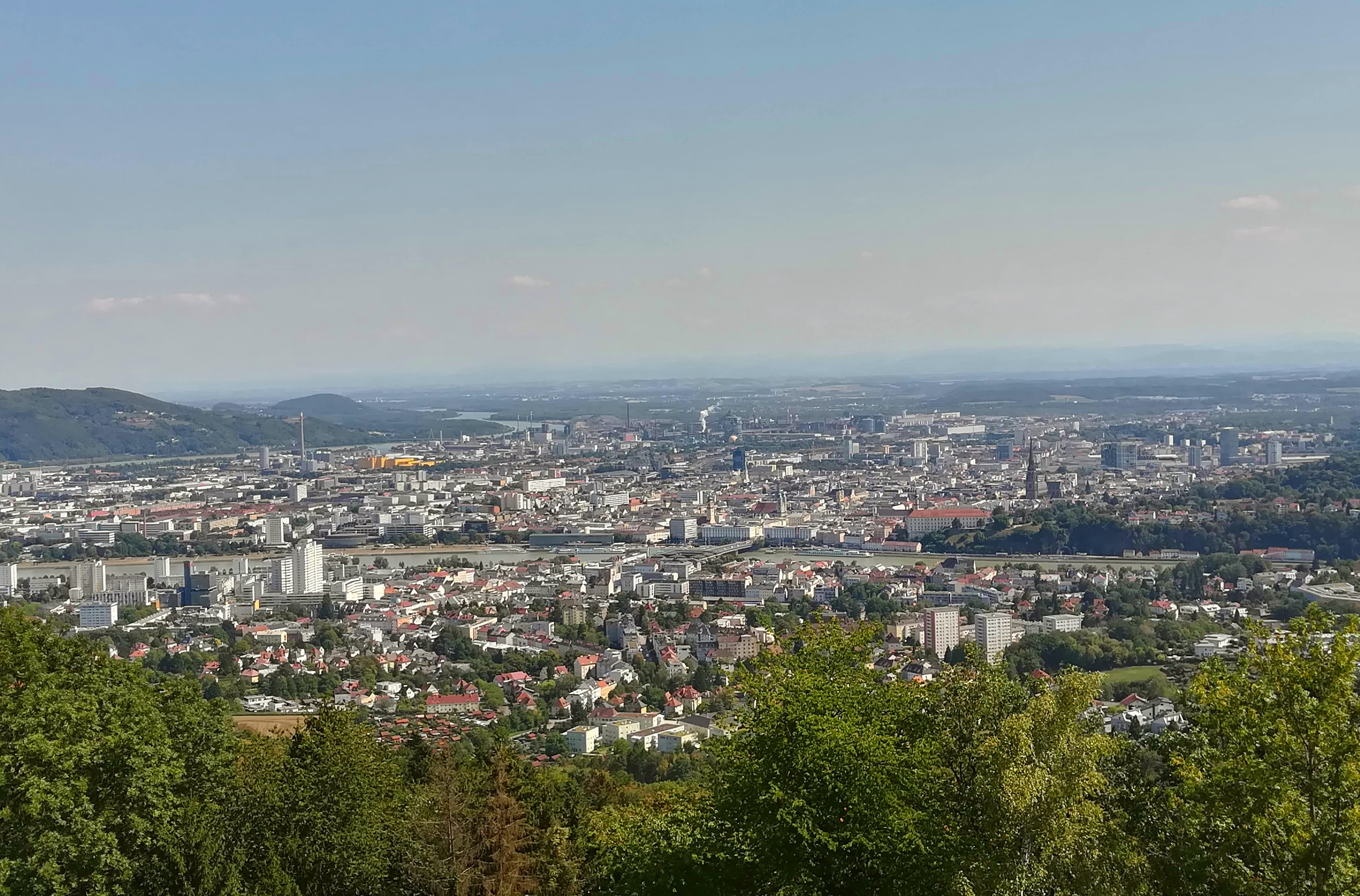
Quang cảnh nhìn từ Pöstlingberg

Thành phố được thành lập bởi người La Mã, họ gọi nó là Lentia. Tên gọi Linz lần đầu tiên được ghi vào năm 799 sau khi Bayern mở rộng về phía nam và Linz trở thành một trung tâm thương mại.
Nó là một thành phố cấp tỉnh và chính quyền địa phương của Đế chế La Mã Thần thánh và là một điểm giao thương quan trọng kết nối một số tuyến đường ở hai bên bờ sông Danube từ đông sang tây, từ Bohemia và Ba Lan ở phía bắc đến Balkan và Ý ở phía nam. Là thành phố nơi Hoàng đế nhà Habsburg Friedrich III sống những năm cuối đời. Trong một thời gian ngắn đó, nó đã trở thành thành phố quan trọng nhất của đế chế. Nó mất vị thế vào tay Vienna và Praha sau cái chết của Hoàng đế vào năm 1493.
Một cư dân quan trọng của thành phố là nhà thiên văn học và toán học thời đại khám phá Johannes Kepler, người đã dành vài năm cuộc đời mình ở thành phố để dạy toán. Vào ngày 15 tháng 5 năm 1618, ông phát hiện ra "Bình phương chu kỳ quỹ đạo của hành tinh tỷ lệ với lập phương bán trục lớn của quỹ đạo elip của hành tinh đó." — hay còn gọi là "định luật thứ ba" — định luật chuyển động của hành tinh. Trường đại học công lập địa phương, Đại học Johannes Kepler Linz được đặt theo tên của ông.
Một công dân khác cũng đáng chú ý là Anton Bruckner, người đã dành những năm từ giữa 1855 đến 1868 để làm việc như một nhà soạn nhạc và nghệ sĩ chơi organ tại Thánh đường cổ, Linz. Brucknerhaus được đặt theo tên của ông.
Adolf Hitler sinh ra ở Braunau am Inn (một thị trấn của Áo gần biên giới Đức) và chuyển đến Linz lúc nhỏ. Hitler đã dành phần lớn tuổi trẻ của mình ở Linz từ năm 1898 cho đến trước khi đến Vienna năm 1907. Ban đầu, gia đình Hitler sống ở làng Leonding ở ngoại ô thị trấn và sau đó là Humboldtstrasse ở Linz. Sau khi học tiểu học ở Leonding, Hitler được ghi danh vào trường trung học Realschule, cũng trường của nhà triết học Ludwig Wittgenstein. Kiến trúc sư khét tiếng của Holocaust, Adolf Eichmann cũng dành cả tuổi trẻ của mình ở Linz. Cho đến cuối đời, Hitler coi Linz là quê hương của mình và hình dung ra các quy hoạch kiến trúc rộng lớn cho nó - với một Bảo tàng Fuhrermuseum đồ sộ mới để chứa bộ sưu tập nghệ thuật cướp bóc được của ông - Hitler muốn nó trở thành trung tâm văn hóa chính của Đệ tam Đế chế và để làm lu mờ Vienna, một thành phố mà ông ta ghét.
Để làm cho thành phố trở nên sôi động về kinh tế, Hitler đã khởi xướng một cuộc công nghiệp hóa lớn ở Linz ngay trước và trong Chiến tranh Thế giới thứ hai.
Gần cuối Thế chiến thứ hai, Hitler say mê các tác phẩm âm nhạc của Anton Bruckner và do đó đã lên kế hoạch chuyển đổi tu viện Thánh Florian ở Linz - nơi Bruckner đã chơi đàn organ và là nơi ông được chôn cất - vào một kho lưu trữ các tác phẩm của Bruckner.
Hitler đuổi các tu sĩ ra khỏi tòa nhà và đích thân trả tiền để phục hồi nội thất và tổ chức một trung tâm nghiên cứu Bruckner ở đó. Ông ta cũng đã trả tiền để xuất bản bộ sưu tập của Haas gồm các tác phẩm của Bruckner và tự mua vật liệu cho thư viện.
Ngoài ra, Hitler còn thành lập Dàn nhạc giao hưởng Bruckner và bắt đầu trình diễn các buổi hòa nhạc vào mùa thu năm 1943. Kế hoạch của ông ta về một trong những tháp chuông ở Linz để chơi một chủ đề từ Bản giao hưởng thứ tư của Bruckner đã không bao giờ thành hiện thực. Ngoài kho vũ khí, Linz có một nhà máy ben zol (dầu) mà đã bị đánh bom trong Chiến dịch dầu vào ngày 16 tháng 10 năm 1944. Là nơi cách 20 km (12 dặm) trại tập trung Mauthausen-Gusen về phía đông của Linz.
Năm 1996, hội đồng thành phố quyết định giải trình về quá khứ Quốc xã của nó. Các công trình khoa học rộng rãi được thực hiện bởi các cơ quan lưu trữ của thành phố, bao gồm giai đoạn trước năm 1938 cũng như giai đoạn phân hóa sau năm 1945. Linz trở thành thành phố đầu tiên ở Áo giải quyết mạnh mẽ với quá khứ Quốc xã.
Vào tháng 5 năm 2001, bảy ấn phẩm khoa học, các bài thuyết trình trực tuyến và nhiều bài giảng đã được công bố rộng rãi là kết quả của những nỗ lực này. Văn hóa tưởng nhớ mở rộng đến việc xây dựng các tượng đài cho các nạn nhân của Chủ nghĩa quốc gia xã hội. Đặc biệt kể từ năm 1988, nhiều đài tưởng niệm đã được tạo ra trong không gian công cộng.
Cuộc đối đầu của thành phố với quá khứ Quốc xã dẫn đến việc đổi tên nhiều đường phố. Năm 1945, ngay sau khi kết thúc chế độ độc tài của Quốc xã, 39 đường phố ở Linz đã được đổi tên, trong khi từ năm 1946 đến năm 1987, chỉ có hai đường phố được đổi tên. Tuy nhiên, kể từ năm 1988, 17 khu vực giao thông mới được đặt theo tên các nạn nhân của Chủ nghĩa xã hội dân tộc hoặc những người kháng chiến. Trong quá khứ, một số nạn nhân của Đức Quốc xã và các nhà hoạt động chống lại Chủ nghĩa Quốc xã đã được thành phố vinh danh. Simon Wiesenthal, người thành lập Trung tâm Tài liệu Do Thái đầu tiên ở Linz vào năm 1945, đã nhận được giải thưởng cho công trình tưởng nhớ các nạn nhân của Chiến tranh thế giới thứ hai.
Năm 1975, Linz đã nâng cấp trường cao đẳng được thành lập vào năm 1966 thành hình thức tổ chức học thuật cao nhất của đất nước, Đại học Johannes Kepler. Nó được thành lập trong một khuôn viên rộng 90 mẫu Anh (36 ha), tập trung xung quanh một hồ nước nằm ở phía đông bắc thành phố.

### Huy hiệu
Huy hiệu của Linz được phát triển từ hình ảnh con dấu, được sử dụng làm biểu tượng từ năm 1242. Nó cho thấy cổng thành rộng mở được bao bọc bởi hai tháp hỏa táng trên nền đá. Từ năm 1288 trở đi, cổng được cho là đứng trên mặt nước. Huy hiệu có một mảng màu đỏ, trên đó có một lâu đài với tháp đôi. Những ngọn tháp đó có 3 lỗ châu mai. Các tháp có một cửa mở; phía trên cửa có gắn tấm khiên màu đỏ-trắng-đỏ của Áo. Cổng và tháp tượng trưng cho thành phố kiên cố thời Trung cổ. Các thanh lượn sóng cho biết vị trí của thành phố gần sông Danube. Tấm khiên Áo liên quan đến thành phố lãnh thổ trước đây.

## Dân số
Khu vực đô thị bao gồm (một phần của) 13 đô thị khác với 271.000 dân. Linz cũng là một phần của vùng đô thị Linz-Wels-Steyr của Thượng Áo, là nơi sinh sống của khoảng một phần ba dân số của bang (460.000 người) và là vùng đô thị lớn thứ hai ở Áo. Linz có tổng cộng khoảng 157.000 việc làm. Tuy nhiên, chỉ một nửa số công việc trống có thể được người dân đảm nhận. Sự dư thừa việc làm lớn này gây ra tỷ lệ đi làm tương ứng cao từ các cộng đồng xung quanh Linz, gây ra các vấn đề giao thông trên diện rộng.
Tỷ lệ phần trăm sinh ra bởi người nước ngoài ước tính là 28,1% tổng dân số vào năm 2018.

## Khí hậu
Linz có khí hậu đại dương (phân loại khí hậu Köppen: Cfb) hoặc theo đường đẳng nhiệt 0 °C, khí hậu lục địa ẩm (Dfb) với mùa hè ấm áp và mùa đông khá lạnh. Bởi vì Linz cũng chịu ảnh hưởng của lục địa, nó có tuyết và thậm chí đôi khi có tuyết phủ không tan trong ít nhất một tuần hoặc hơn khi nhiệt độ vào tháng Giêng (hầu hết) ở dưới điểm đóng băng.
| Dữ liệu khí hậu của Linz (1981–2010, extremes 1939–present) | Dữ liệu khí hậu của Linz (1981–2010, extremes 1939–present) | Dữ liệu khí hậu của Linz (1981–2010, extremes 1939–present) | Dữ liệu khí hậu của Linz (1981–2010, extremes 1939–present) | Dữ liệu khí hậu của Linz (1981–2010, extremes 1939–present) | Dữ liệu khí hậu của Linz (1981–2010, extremes 1939–present) | Dữ liệu khí hậu của Linz (1981–2010, extremes 1939–present) | Dữ liệu khí hậu của Linz (1981–2010, extremes 1939–present) | Dữ liệu khí hậu của Linz (1981–2010, extremes 1939–present) | Dữ liệu khí hậu của Linz (1981–2010, extremes 1939–present) | Dữ liệu khí hậu của Linz (1981–2010, extremes 1939–present) | Dữ liệu khí hậu của Linz (1981–2010, extremes 1939–present) | Dữ liệu khí hậu của Linz (1981–2010, extremes 1939–present) | Dữ liệu khí hậu của Linz (1981–2010, extremes 1939–present) |
| Tháng                                                       | 1                                                           | 2                                                           | 3                                                           | 4                                                           | 5                                                           | 6                                                           | 7                                                           | 8                                                           | 9                                                           | 10                                                          | 11                                                          | 12                                                          | Năm                                                         |
| ----------------------------------------------------------- | ----------------------------------------------------------- | ----------------------------------------------------------- | ----------------------------------------------------------- | ----------------------------------------------------------- | ----------------------------------------------------------- | ----------------------------------------------------------- | ----------------------------------------------------------- | ----------------------------------------------------------- | ----------------------------------------------------------- | ----------------------------------------------------------- | ----------------------------------------------------------- | ----------------------------------------------------------- | ----------------------------------------------------------- |
| Cao kỉ lục °C (°F)                                          | 17.2 (63.0)                                                 | 18.6 (65.5)                                                 | 24.4 (75.9)                                                 | 29.8 (85.6)                                                 | 33.1 (91.6)                                                 | 35.4 (95.7)                                                 | 37.4 (99.3)                                                 | 37.8 (100.0)                                                | 34.9 (94.8)                                                 | 26.1 (79.0)                                                 | 23.9 (75.0)                                                 | 14.8 (58.6)                                                 | 37.8 (100.0)                                                |
| Trung bình ngày tối đa °C (°F)                              | 2.3 (36.1)                                                  | 4.6 (40.3)                                                  | 10.0 (50.0)                                                 | 15.9 (60.6)                                                 | 20.8 (69.4)                                                 | 23.2 (73.8)                                                 | 25.6 (78.1)                                                 | 24.9 (76.8)                                                 | 19.9 (67.8)                                                 | 14.3 (57.7)                                                 | 7.3 (45.1)                                                  | 3.0 (37.4)                                                  | 14.3 (57.7)                                                 |
| Trung bình ngày °C (°F)                                     | −0.4 (31.3)                                                 | 0.9 (33.6)                                                  | 5.3 (41.5)                                                  | 10.3 (50.5)                                                 | 15.3 (59.5)                                                 | 17.9 (64.2)                                                 | 19.9 (67.8)                                                 | 19.4 (66.9)                                                 | 14.8 (58.6)                                                 | 9.9 (49.8)                                                  | 4.4 (39.9)                                                  | 0.7 (33.3)                                                  | 9.9 (49.8)                                                  |
| Tối thiểu trung bình ngày °C (°F)                           | −2.6 (27.3)                                                 | −1.8 (28.8)                                                 | 1.9 (35.4)                                                  | 5.8 (42.4)                                                  | 10.5 (50.9)                                                 | 13.2 (55.8)                                                 | 15.2 (59.4)                                                 | 14.8 (58.6)                                                 | 11.1 (52.0)                                                 | 6.8 (44.2)                                                  | 2.3 (36.1)                                                  | −1.3 (29.7)                                                 | 6.3 (43.3)                                                  |
| Thấp kỉ lục °C (°F)                                         | −30.0 (−22.0)                                               | −26.0 (−14.8)                                               | −22.7 (−8.9)                                                | −4.0 (24.8)                                                 | −2.3 (27.9)                                                 | 0.7 (33.3)                                                  | 5.7 (42.3)                                                  | 4.9 (40.8)                                                  | −1.1 (30.0)                                                 | −6.5 (20.3)                                                 | −14.5 (5.9)                                                 | −27.2 (−17.0)                                               | −30.0 (−22.0)                                               |
| Lượng Giáng thủy trung bình mm (inches)                     | 62 (2.4)                                                    | 55 (2.2)                                                    | 75 (3.0)                                                    | 59 (2.3)                                                    | 77 (3.0)                                                    | 90 (3.5)                                                    | 104 (4.1)                                                   | 96 (3.8)                                                    | 68 (2.7)                                                    | 58 (2.3)                                                    | 62 (2.4)                                                    | 66 (2.6)                                                    | 871 (34.3)                                                  |
| Lượng tuyết rơi trung bình cm (inches)                      | 18 (7.1)                                                    | 17 (6.7)                                                    | 7 (2.8)                                                     | 0 (0)                                                       | 0 (0)                                                       | 0 (0)                                                       | 0 (0)                                                       | 0 (0)                                                       | 0 (0)                                                       | 0 (0)                                                       | 5 (2.0)                                                     | 14 (5.5)                                                    | 61 (24)                                                     |
| Độ ẩm tương đối trung bình (%) (at 14:00)                   | 78.0                                                        | 69.4                                                        | 60.8                                                        | 53.6                                                        | 51.2                                                        | 56.2                                                        | 54.6                                                        | 55.2                                                        | 60.3                                                        | 66.5                                                        | 76.7                                                        | 80.5                                                        | 63.6                                                        |
| Nguồn: Central Institute for Meteorology and Geodynamics    |                                                             |                                                             |                                                             |                                                             |                                                             |                                                             |                                                             |                                                             |                                                             |                                                             |                                                             |                                                             |                                                             |

| Dữ liệu khí hậu của Linz (1971–2000)          | Dữ liệu khí hậu của Linz (1971–2000) | Dữ liệu khí hậu của Linz (1971–2000) | Dữ liệu khí hậu của Linz (1971–2000) | Dữ liệu khí hậu của Linz (1971–2000) | Dữ liệu khí hậu của Linz (1971–2000) | Dữ liệu khí hậu của Linz (1971–2000) | Dữ liệu khí hậu của Linz (1971–2000) | Dữ liệu khí hậu của Linz (1971–2000) | Dữ liệu khí hậu của Linz (1971–2000) | Dữ liệu khí hậu của Linz (1971–2000) | Dữ liệu khí hậu của Linz (1971–2000) | Dữ liệu khí hậu của Linz (1971–2000) | Dữ liệu khí hậu của Linz (1971–2000) |
| Tháng                                         | 1                                    | 2                                    | 3                                    | 4                                    | 5                                    | 6                                    | 7                                    | 8                                    | 9                                    | 10                                   | 11                                   | 12                                   | Năm                                  |
| --------------------------------------------- | ------------------------------------ | ------------------------------------ | ------------------------------------ | ------------------------------------ | ------------------------------------ | ------------------------------------ | ------------------------------------ | ------------------------------------ | ------------------------------------ | ------------------------------------ | ------------------------------------ | ------------------------------------ | ------------------------------------ |
| Cao kỉ lục °C (°F)                            | 14.8 (58.6)                          | 17.0 (62.6)                          | 23.5 (74.3)                          | 28.0 (82.4)                          | 31.0 (87.8)                          | 34.2 (93.6)                          | 36.2 (97.2)                          | 36.2 (97.2)                          | 31.4 (88.5)                          | 25.3 (77.5)                          | 22.7 (72.9)                          | 13.4 (56.1)                          | 36.2 (97.2)                          |
| Trung bình ngày tối đa °C (°F)                | 2.0 (35.6)                           | 4.3 (39.7)                           | 9.9 (49.8)                           | 14.6 (58.3)                          | 20.4 (68.7)                          | 22.7 (72.9)                          | 24.8 (76.6)                          | 24.5 (76.1)                          | 19.7 (67.5)                          | 14.1 (57.4)                          | 6.6 (43.9)                           | 3.1 (37.6)                           | 13.9 (57.0)                          |
| Trung bình ngày °C (°F)                       | −0.7 (30.7)                          | 0.7 (33.3)                           | 5.1 (41.2)                           | 9.3 (48.7)                           | 14.6 (58.3)                          | 17.3 (63.1)                          | 19.1 (66.4)                          | 18.7 (65.7)                          | 14.4 (57.9)                          | 9.4 (48.9)                           | 3.8 (38.8)                           | 0.6 (33.1)                           | 9.4 (48.9)                           |
| Tối thiểu trung bình ngày °C (°F)             | −2.8 (27.0)                          | −1.7 (28.9)                          | 1.7 (35.1)                           | 5.1 (41.2)                           | 9.8 (49.6)                           | 12.6 (54.7)                          | 14.4 (57.9)                          | 14.2 (57.6)                          | 10.7 (51.3)                          | 6.3 (43.3)                           | 1.7 (35.1)                           | −1.2 (29.8)                          | 5.9 (42.6)                           |
| Thấp kỉ lục °C (°F)                           | −22.0 (−7.6)                         | −18.0 (−0.4)                         | −18.7 (−1.7)                         | −2.4 (27.7)                          | −0.7 (30.7)                          | 4.1 (39.4)                           | 7.3 (45.1)                           | 6.1 (43.0)                           | 1.6 (34.9)                           | −4.5 (23.9)                          | −15.0 (5.0)                          | −17.6 (0.3)                          | −22.0 (−7.6)                         |
| Lượng Giáng thủy trung bình mm (inches)       | 59.7 (2.35)                          | 48.4 (1.91)                          | 64.2 (2.53)                          | 63.8 (2.51)                          | 70.9 (2.79)                          | 91.2 (3.59)                          | 107.0 (4.21)                         | 83.9 (3.30)                          | 63.2 (2.49)                          | 52.3 (2.06)                          | 62.1 (2.44)                          | 65.7 (2.59)                          | 832.4 (32.77)                        |
| Lượng tuyết rơi trung bình cm (inches)        | 17.5 (6.9)                           | 13.1 (5.2)                           | 6.0 (2.4)                            | 0.6 (0.2)                            | 0.0 (0.0)                            | 0.0 (0.0)                            | 0.0 (0.0)                            | 0.0 (0.0)                            | 0.0 (0.0)                            | 0.0 (0.0)                            | 4.9 (1.9)                            | 12.0 (4.7)                           | 54.1 (21.3)                          |
| Số ngày giáng thủy trung bình (≥ 1.0 mm)      | 10.8                                 | 9.7                                  | 10.7                                 | 10.5                                 | 10.2                                 | 12.0                                 | 12.1                                 | 10.3                                 | 9.2                                  | 7.7                                  | 10.4                                 | 11.5                                 | 125.1                                |
| Độ ẩm tương đối trung bình (%) (at 14:00)     | 78.0                                 | 68.6                                 | 58.7                                 | 54.3                                 | 48.5                                 | 55.0                                 | 53.8                                 | 53.5                                 | 59.2                                 | 65.6                                 | 76.4                                 | 80.3                                 | 62.7                                 |
| Số giờ nắng trung bình tháng                  | 49.3                                 | 93.5                                 | 119.3                                | 171.4                                | 234.7                                | 222.6                                | 238.6                                | 236.2                                | 172.6                                | 110.3                                | 49.2                                 | 43.4                                 | 1.741,1                              |
| Phần trăm nắng có thể                         | 20.2                                 | 36.0                                 | 35.5                                 | 46.4                                 | 54.9                                 | 51.0                                 | 53.8                                 | 57.0                                 | 49.8                                 | 37.4                                 | 20.2                                 | 18.6                                 | 40.1                                 |
| Nguồn: Viện Khí tượng Địa động lực Trung ương |                                      |                                      |                                      |                                      |                                      |                                      |                                      |                                      |                                      |                                      |                                      |                                      |                                      |

## Du lịch
Năm 2018, người Đức là khách thường xuyên nhất đến từ các quốc gia khác, tiếp theo là khách du lịch từ Trung Quốc (bao gồm Hồng Kông và Macao), người Ý đứng thứ 3 so với các năm trước - thứ hạng gần bằng với xếp hạng lưu trú qua đêm được liệt kê trong sau đây.
| Xếp hạng | Quốc gia                 | Số lần lưu trú qua đêm |
| -------- | ------------------------ | ---------------------- |
| 1.       | Đức                      | 170,518                |
| 3.       | Ý                        | 24,534                 |
| 2.       | Trung Quốc               | 23,256                 |
| 4.       | Thụy Sĩ, · Liechtenstein | 17,063                 |
| 5.       | Hoa Kỳ                   | 13,800                 |
| 6.       | Anh Quốc                 | 12,414                 |
| 7.       | Hà Lan                   | 11,409                 |
| 10.      | Pháp                     | 10,984                 |
| 9.       | Cộng hòa Séc             | 10,749                 |
| 8.       | Hungary                  | 9,240                  |

## Kinh tế

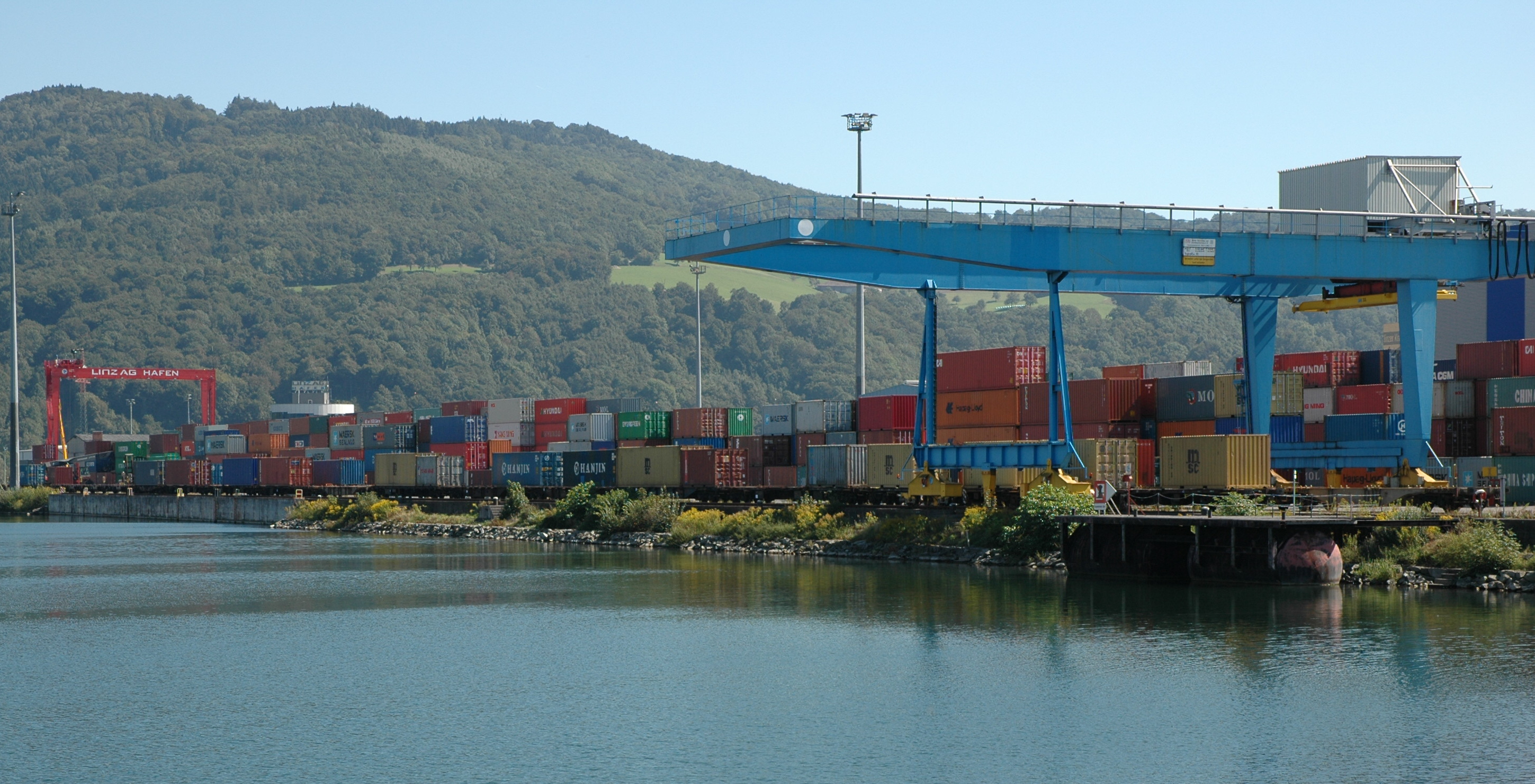
Các trạm cuối container tại bến cảng.

Linz là một trong những trung tâm kinh tế chính của Áo. Voestalpine là một tập đoàn công nghệ và vật liệu sản xuất lớn (được thành lập với tên gọi "Hermann-Göring-Werke" trong Chiến tranh thế giới thứ hai), được biết đến với quy trình LD-("Linz-Donawitz") trong sản xuất thép. Tập đoàn hóa chất "Chemie Linz" trước đây đã được tách thành nhiều công ty. Các công ty này đã đưa Linz trở thành một trong những trung tâm kinh tế quan trọng nhất của Áo.
Hơn nữa, do một trong bốn Donau-Harbors (Donauhäfen) ở Áo nằm ở Linz, nó tạo thành một địa điểm hấp dẫn đối với các doanh nghiệp hậu cần và thương mại. Tuy nhiên, các nhà máy sản xuất cũng có thể được tìm thấy ở bờ sông. Tầm quan trọng kinh tế của Linz được hình thành qua nhiều thế kỷ. Hơn nữa, hình ảnh lâu đời của Linz như một thành phố công nghiệp là kết quả của Chủ nghĩa Quốc gia Xã hội. Kết quả là các doanh nghiệp công nghiệp lớn này vẫn được đặt tại Linz ngày nay. Từ góc độ kinh tế, họ đại diện cho một số lượng lớn các công việc và tất nhiên là các doanh nghiệp trong ngành.
Báo cáo ngành hội họp Áo (mira) xếp Linz là điểm đến quan trọng thứ ba cho các đại hội ở Áo với tỷ trọng 7,4% trong tổng số đại hội, hội nghị và hội thảo được tổ chức tại Áo. Linz có hơn 60 địa điểm tổ chức đại hội và sự kiện. Với khái niệm Cuộc họp Xanh, hiệp hội du lịch địa phương đã phát triển một hình thức hội nghị tập trung vào nhu cầu cá nhân của những người tham gia và thích ứng với ý tưởng về các cuộc họp xanh, do đó hỗ trợ giảm thiểu chất thải, tiết kiệm năng lượng, du lịch hài hòa với khí hậu và giá trị gia tăng trong khu vực.

### Mua sắm

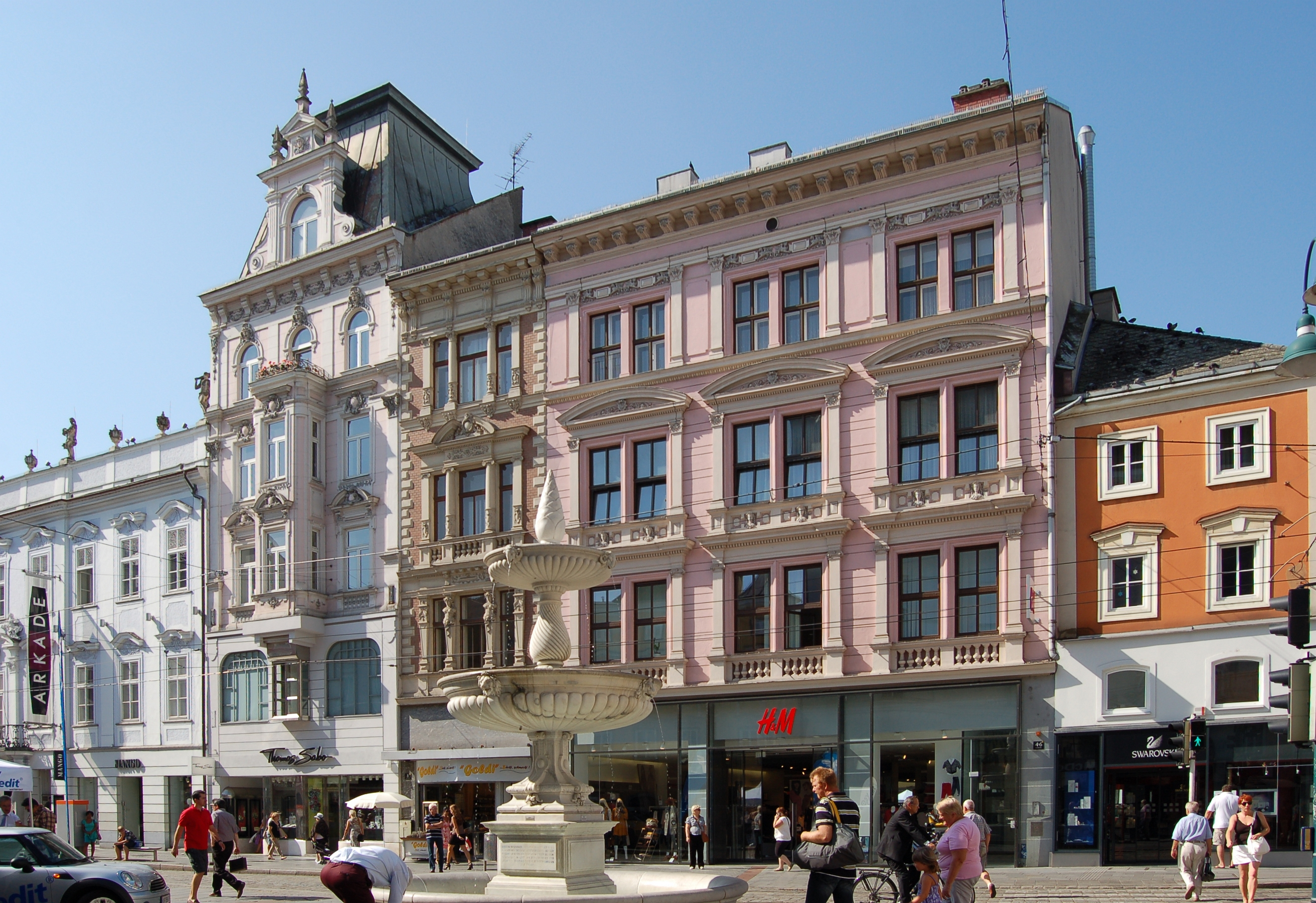
Landstraße, Taubenmarkt

Bạn có thể tìm thấy 13 trung tâm thương mại ở Linz, 3 trong số đó nằm ở trung tâm thành phố. Các trung tâm mua sắm bao gồm: Arkade, Atrium City Centre, Shopping Mall Auwiesen, Shopping Mall Biesenfeld, Shopping Mall Industriezeile, Shopping Mall Kleinmünchen, Shopping Mall Muldenstraße, EuroCenter Oed, Shopping Mall Wegscheid, Infra Center, Lentia City, Passage, và PRO-Kaufland.
Theo một nghiên cứu của Infrapool tháng 10, 2010, Linzer Landstraße là phố mua sắm nhộn nhịp nhất bên ngoài Vienna. Tần suất hàng tuần được ghi nhận trong khoảng từ 240.500 (, 8 giờ sáng - 7 giờ tối từ thứ Hai đến thứ Bảy) và 228.400 khách qua đường (8 giờ sáng đến 6 giờ tối), đây là giá trị cao thứ hai - chỉ trong năm 2005, nhiều người qua đường hơn được phát hiện. Các phố mua sắm khác ở Linz:
Phía bắc:
- Alturfahr West
- Hauptstraße Urfahr

Trung tâm Linz:
- Thành phố
- Altstadt
- Pfarrplatz
- Promenade
- Eisenhandstraße
- Südbahnhofmarkt

Phía nam Linz:
- Einkaufsviertel Wiener Straße
- Franckviertel
- Bindermichl
- Kleinmünchen
- Ebelsberg

Gần Linz:
- Trung tâm mua sắm Plus City

### Chợ
Có 11 chợ nông sản cũng như một chợ trời hàng tuần và hai chợ Giáng sinh ở Linz. Một trong những phiên chợ này, "Urfahraner Markt", diễn ra vào mùa xuân và mùa thu hàng năm. Hơn nữa, hàng năm có các phiên chợ Giáng sinh và Năm mới. Mục đích của quản lý chợ là cung cấp cho người dân nhiều loại sản phẩm, cũng như vận hành chợ một cách tiết kiệm, phù hợp và hướng tới khách hàng. Ngoài ra, chợ hàng năm có tên "Linzer Marktfrühling" tạo thêm điểm nhấn và thu hút khách hàng mới với các ưu đãi hấp dẫn.

## Vận tải

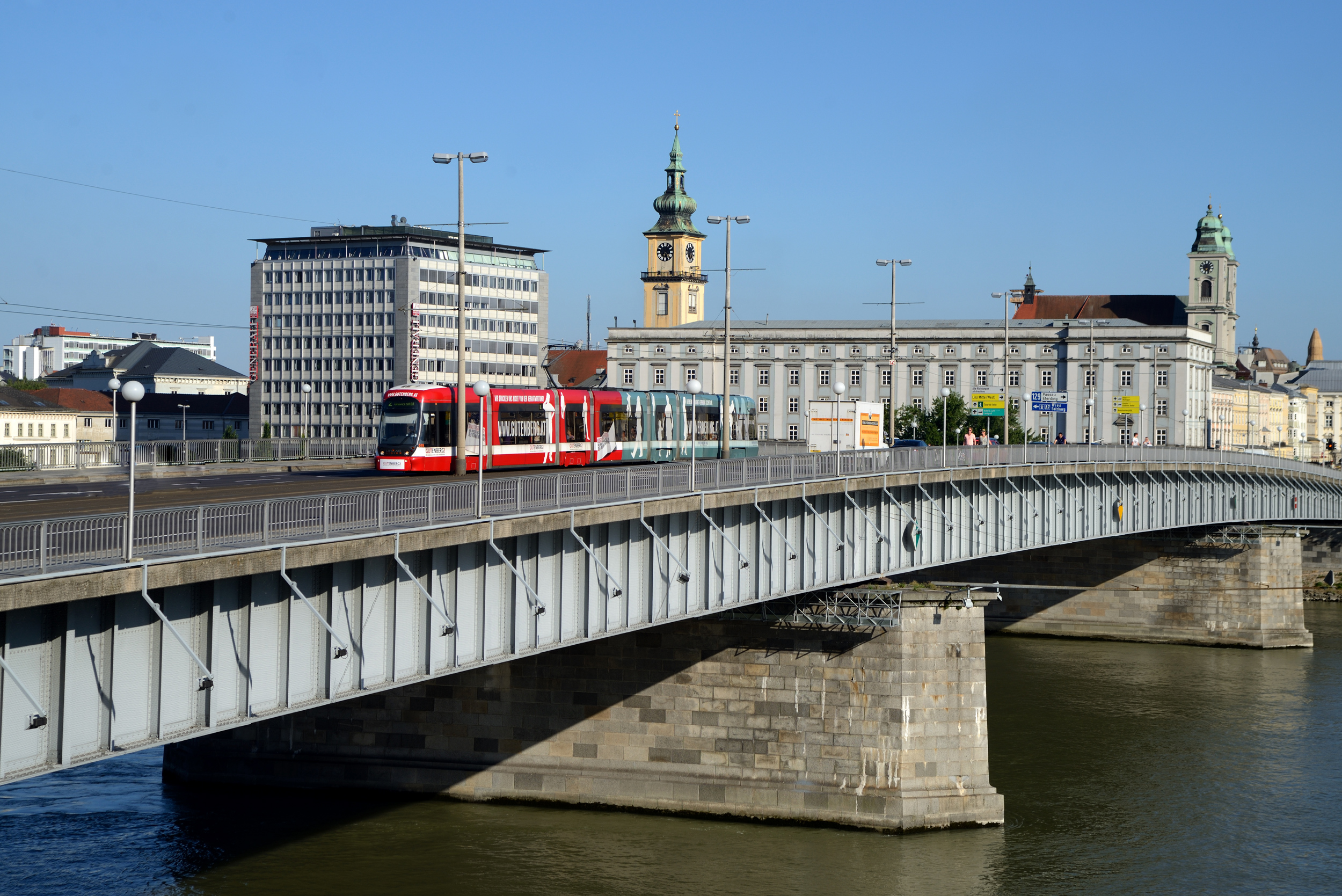
Trung tâm Nibelungenbrücke

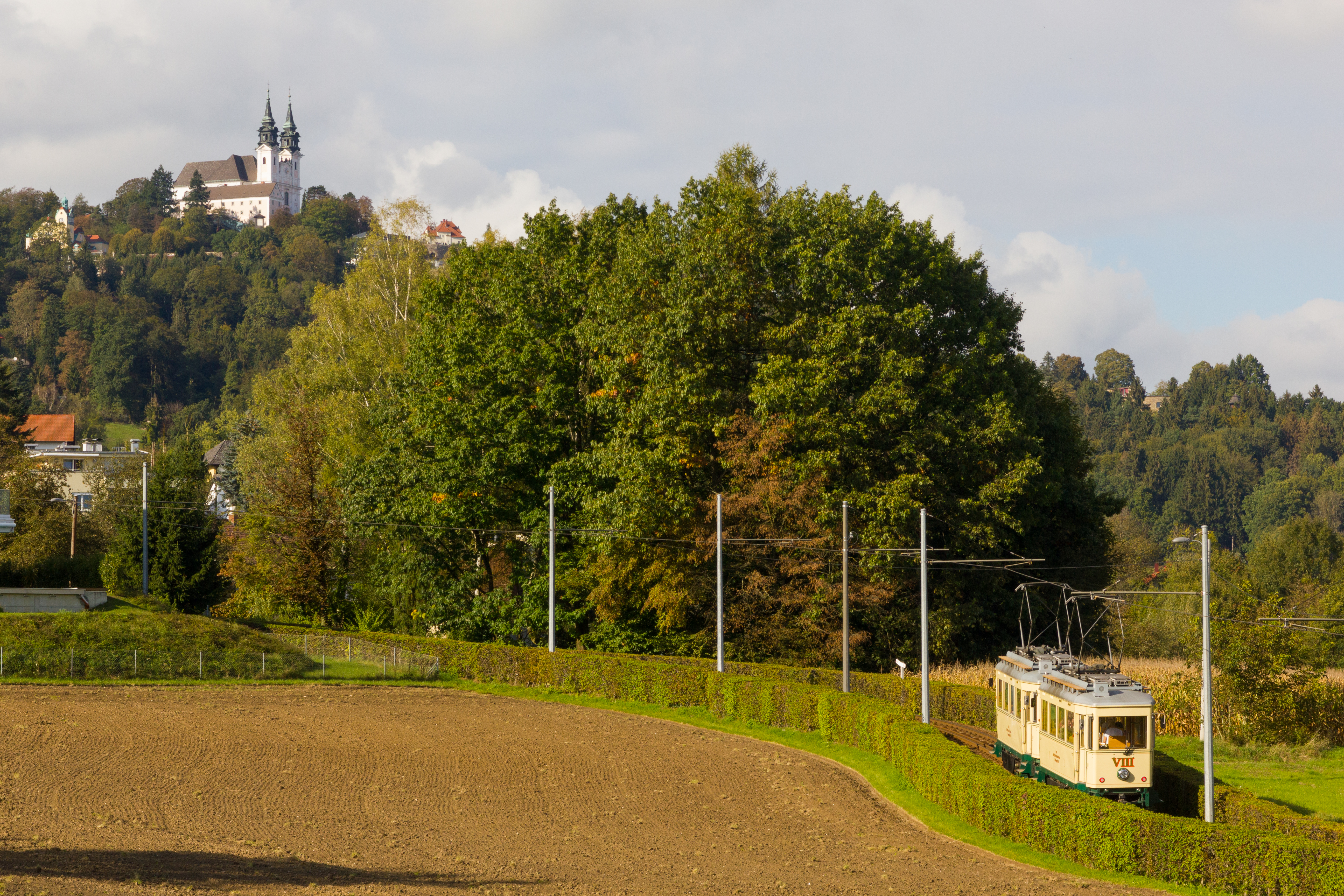
Pöstlingbergbahn, một phần của mạng lưới xe điện.

Linz đóng vai trò là một trung tâm giao thông quan trọng cho cả vùng Thượng Áo và ở một mức độ thấp hơn là miền nam Bohemia.
Sân bay Linz nằm cách trung tâm thị trấn khoảng 14 km (8,7 dặm) về phía tây nam trong khu tự quản Hörsching. Bạn có thể dễ dàng đến sân bay qua các đường cao tốc liên bang B139 và B1. Tuyến xe buýt 601 kết nối sân bay trong vòng 20 phút với trung tâm Linz. Ngoài ra còn có dịch vụ đưa đón miễn phí từ ga tàu Hörsching. Các chuyến bay thẳng bao gồm Frankfurt, Düsseldorf và Vienna với các tuyến bay theo mùa bổ sung được thêm vào trong những tháng mùa hè và mùa đông như Mallorca, Ibiza, Tenerife, một số hòn đảo của Hy Lạp (như Kos, Rhodes, Crete hoặc Corfu) hoặc Hurghada. Ryanair cũng bay đến Sân bay London Stansted.
Thành phố cũng có một ga đường sắt trung tâm (tiếng Đức: Hauptbahnhof) trên trục đường sắt chính của Áo, tuyến đường sắt phía Tây nối Vienna với miền tây Áo, Đức và Thụy Sĩ. Nhà ga trung tâm Linz đã tám lần được trao giải thưởng (từ 2005 đến 2011 và 2014) bởi Câu lạc bộ Giao thông Áo là ga xe lửa đẹp nhất ở Áo.
Ngoài ra còn có nhiều loại phương tiện giao thông đường sông khác nhau trên sông Danube từ sà lan công nghiệp đến tàu du lịch.
Giao thông công cộng địa phương bao gồm mạng lưới xe điện, mạng lưới xe điện bánh hơi thành phố và mạng lưới xe buýt thành phố, tất cả đều do bộ phận Linz Linien của Linz AG điều hành. Mạng lưới xe điện của thành phố có Pöstlingbergbahn, một tuyến đường xe điện leo dốc đi lên một ngọn núi nhỏ ở rìa phía tây bắc của thị trấn.

## An toàn công cộng
Ban Giám đốc Cảnh sát Quốc gia thành lập cơ quan an ninh cho thành phố. Bộ chỉ huy cảnh sát của thành phố có chức năng như cơ quan thực thi pháp luật.
Linz có một trong sáu đội cứu hỏa chuyên nghiệp của Áo. Bốn đội cứu hỏa tình nguyện (Ebelsberg, Pichling, Pöstlingberg, St. Magdalena) và chín đội cứu hỏa bổ sung. Ngoài ra, trường bắn súng quốc gia trực thuộc liên đoàn lính cứu hỏa Thượng Áo, đặt tại Linz. Tất cả các thành viên của đội cứu hỏa Thượng Áo đều được giáo dục tại trường này.

## Phương tiện truyền thông
Báo Oberösterreichische Nachrichten có trụ sở chính tại Linz.

## Điểm đến ưa thích
Con phố chính "Landstraße" dẫn từ "Blumauerplatz" đến "Taubenmarkt" (Pigeonmarket) gần quảng trường chính. Quảng trường chính (được xây dựng vào năm 1230) với diện tích 13.200 m2 (142.000 sq ft), là một trong những quảng trường lớn nhất ở châu Âu. Ở giữa quảng trường chính, "Pestsäule" ("cột bệnh dịch" hay còn được gọi là "Dreifaltigkeitssäule" (Dreifaltigkeit có nghĩa là Chúa Ba Ngôi)) cao được xây dựng để tưởng nhớ những người đã chết trong trận đại dịch hạch Cái Chết Đen.
Xung quanh quảng trường chính là nhiều ngôi nhà có lịch sử và kiến trúc thú vị như Tòa thị chính cổ, Nhà Feichtinger với chuông chùm thay đổi giai điệu tùy theo mùa, Nhà Kirchmayr, Nhà Schmidtberger hoặc các tòa nhà đầu cầu mà là một phần của Đại học Nghệ thuật Linz.
Phía tây của quảng trường chính có khu phố cổ với nhiều công trình kiến trúc lịch sử khác, chẳng hạn như những ngôi nhà thời Phục hưng hoặc những ngôi nhà cổ hơn với mặt tien kiểu baroque.
Gần lâu đài/Schloss là nơi ở trước đây của hoàng đế Friedrich III — nhà thờ cổ nhất của Áo nằm: nhà thờ Sankt/Saint Martins. Nó được xây dựng từ thời Carolus đầu thời trung cổ.
Các điểm đến thú vị khác bao gồm:
- Nhà thờ Thánh Mary (Mariä-Empfängnis-Dom), Công giáo La Mã,[34] theo phong cách Phục hưng Gothic. Với tổng chiều cao 134,8 m (442 ft), nhà thờ này là nhà thờ cao nhất ở Áo. Được xây dựng trong những năm 1862 và 1924, nó được xây dựng hoàn toàn bằng đá sa thạch với các họa tiết mặt tiền chưa hoàn thiện.
- Mozarthaus là ngôi nhà có niên đại vào cuối thế kỷ 16, nơi nhà soạn nhạc nổi tiếng người Áo Wolfgang Amadeus Mozart đã sáng tác Bản giao hưởng "Linz" và Bản Sonata "Linz" trong thời gian ba ngày lưu trú tại đó vào tháng 11 năm 1783. Ngày nay, bên ngoài và bên trong Sân trong của ngôi nhà có thể được tham quan nhưng không được vào bên trong nhà.
- Pöstlingberg-Kirche: nhà thờ hành hương trên đồi Pöstlingberg. Vương cung thánh đường là thắng cảnh của thành phố và được xây dựng từ năm 1738 đến năm 1774, nằm trên mực nước biển 537m.
- Pöstlingbergbahn là đường sắt leo dốc nhất trên thế giới được xây dựng vào năm 1898 và hoạt động không có bánh răng (độ bám chức năng giữa bánh xe và đường ray: độ dốc 10,5%)
- Linzer Grottenbahn: Một tuyến đường sắt xuyên hang động trên đồi Pöstling
- Brucknerhaus: nhà hòa nhạc và đại hội ở Donaulände lần đầu tiên được khai trương vào năm 1973 và là địa điểm của Brucknerfest từ năm 1974. Nó được đặt theo tên của nhà soạn nhạc Anton Bruckner, người sinh ra ở Ansfelden, một thị trấn nhỏ gần Linz.[35] Phòng hòa nhạc hiện đại sở hữu hệ thống âm thanh độc đáo nhờ được ốp gỗ. Sảnh lớn của Nhà Bruckner (Brucknerhaus) còn được gọi là Brucknersaal, là viên ngọc kiến trúc lưu trữ một đàn ống gồm hơn 4.200 ống và 51 thanh ghi. Đặc biệt, sân khấu rộng rãi được thiết kế cho 220 người biểu diễn.[36] Năm 2017, cuộc đời và các tác phẩm của Anton Bruckner là tâm điểm của Lễ hội Bruckner (Brucknerfest) được tổ chức theo phương châm "Bruckner elementar". Các tác phẩm của Bruckner là tâm điểm của lễ hội do các nghệ sĩ trong nước và quốc tế trình bày.[37]
- Sân vận động Gugl là sân nhà của LASK (Linzer Athletik Sport Klub). LASK được coi là câu lạc bộ bóng đá lâu đời thứ ba ở Áo.[38]
- Linzer Landestheater[39][40]
- Kremsmünsterer Haus: được tìm thấy tại "Alter Markt", nằm ở nội thành Linz, nơi mà hoàng đế Friedrich III đã chết.
- Landhaus: Ngôi nhà nông thôn được xây dựng vào thế kỷ 16 và là trụ sở của thống đốc, quốc hội thượng Áo và chính phủ thượng Áo. Johannes Kepler từng dạy ở đây hơn 14 năm.

Các điểm tham quan khác bao gồm các bảo tàng cũng như một số tòa nhà được chiếu sáng vào buổi tối (Trung tâm Ars Electronica hoặc Bảo tàng Nghệ thuật Lentos), Nhà máy Thuốc lá, Danube Lands, cảng Linz gồm Mural Harbour, Voestalpine Stahlwelt hoặc Quận Urfahr. Ở ngay gần đó là Pöstlingberg, gần nhà thờ hành hương baroque, vườn thú Linz hoặc vương quốc thần tiên và người lùn Linzer Grottenbahn.

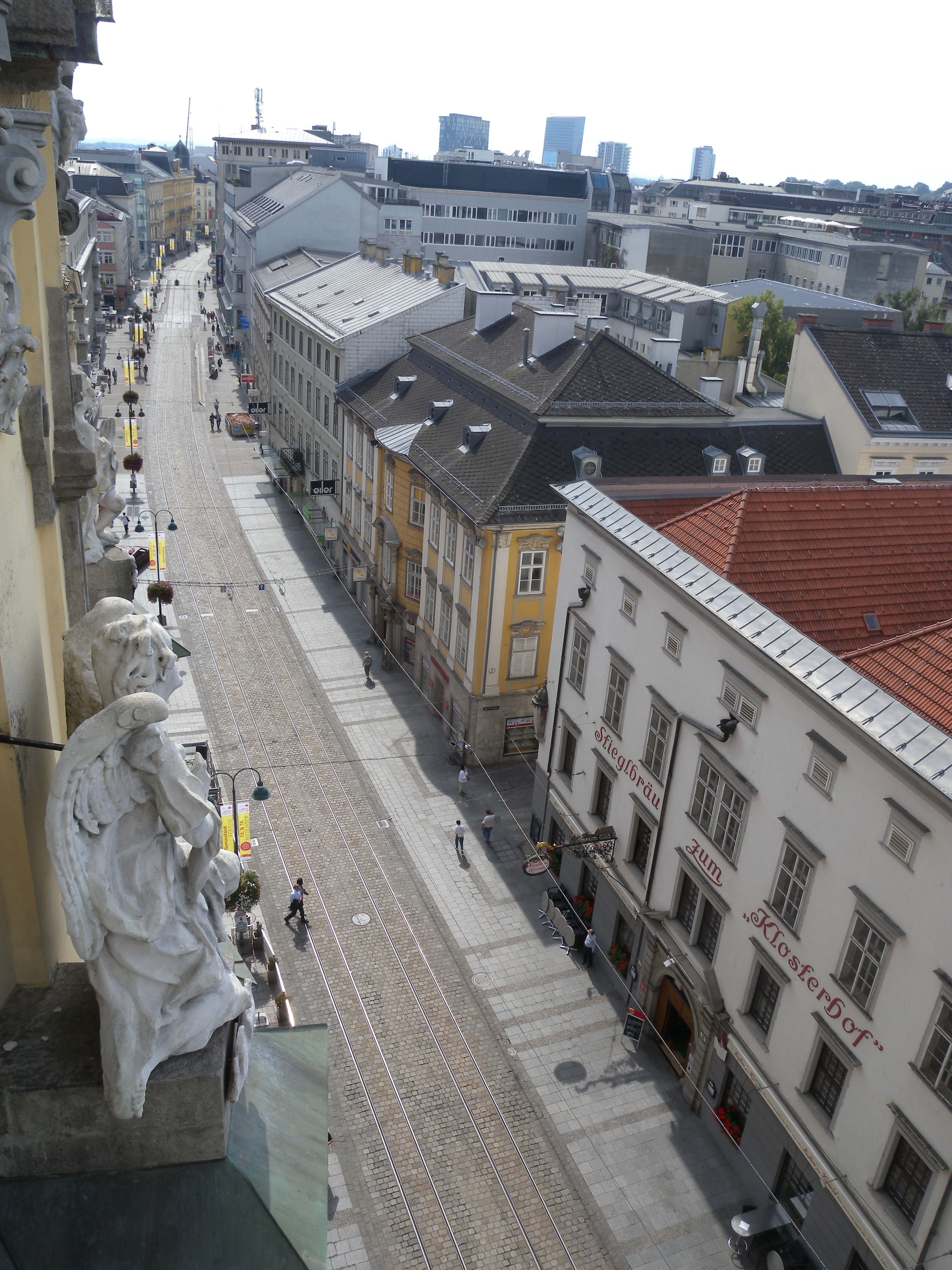
Quang cảnh từ Nhà thờ Ursuline đến phần phía nam của Landstrasse
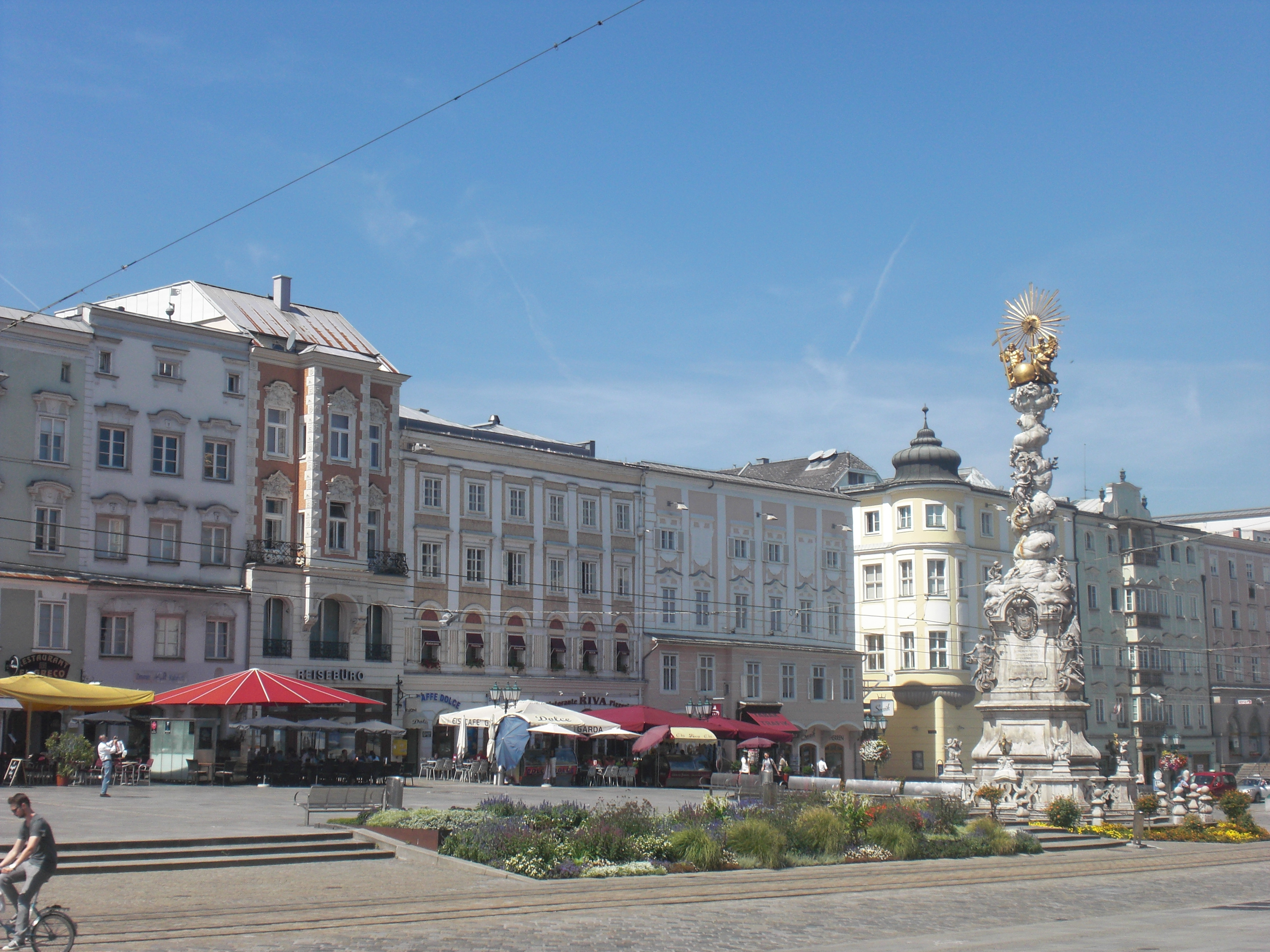
Một phần của quảng trường chính với cột ba ngôi
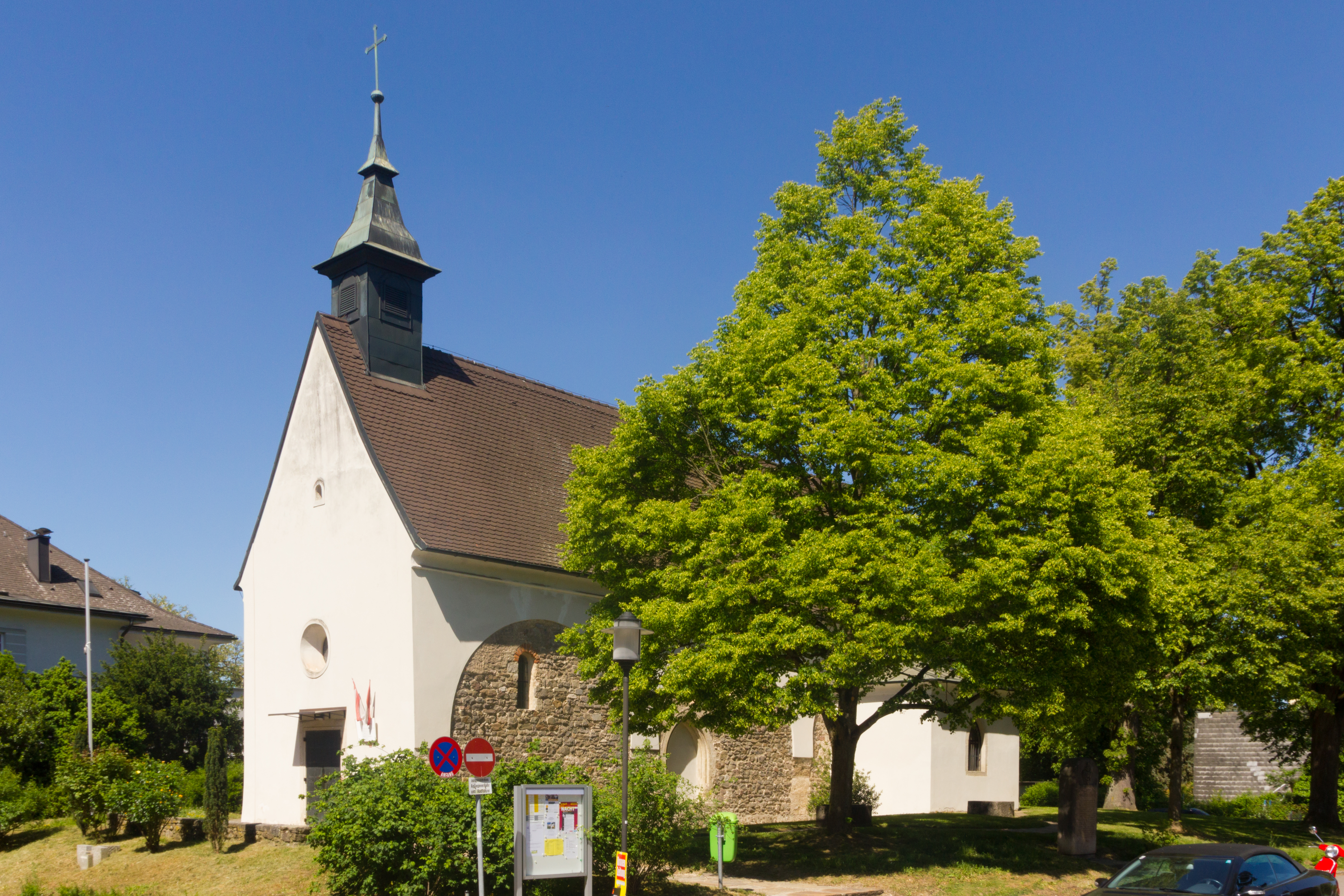
Martinskirche
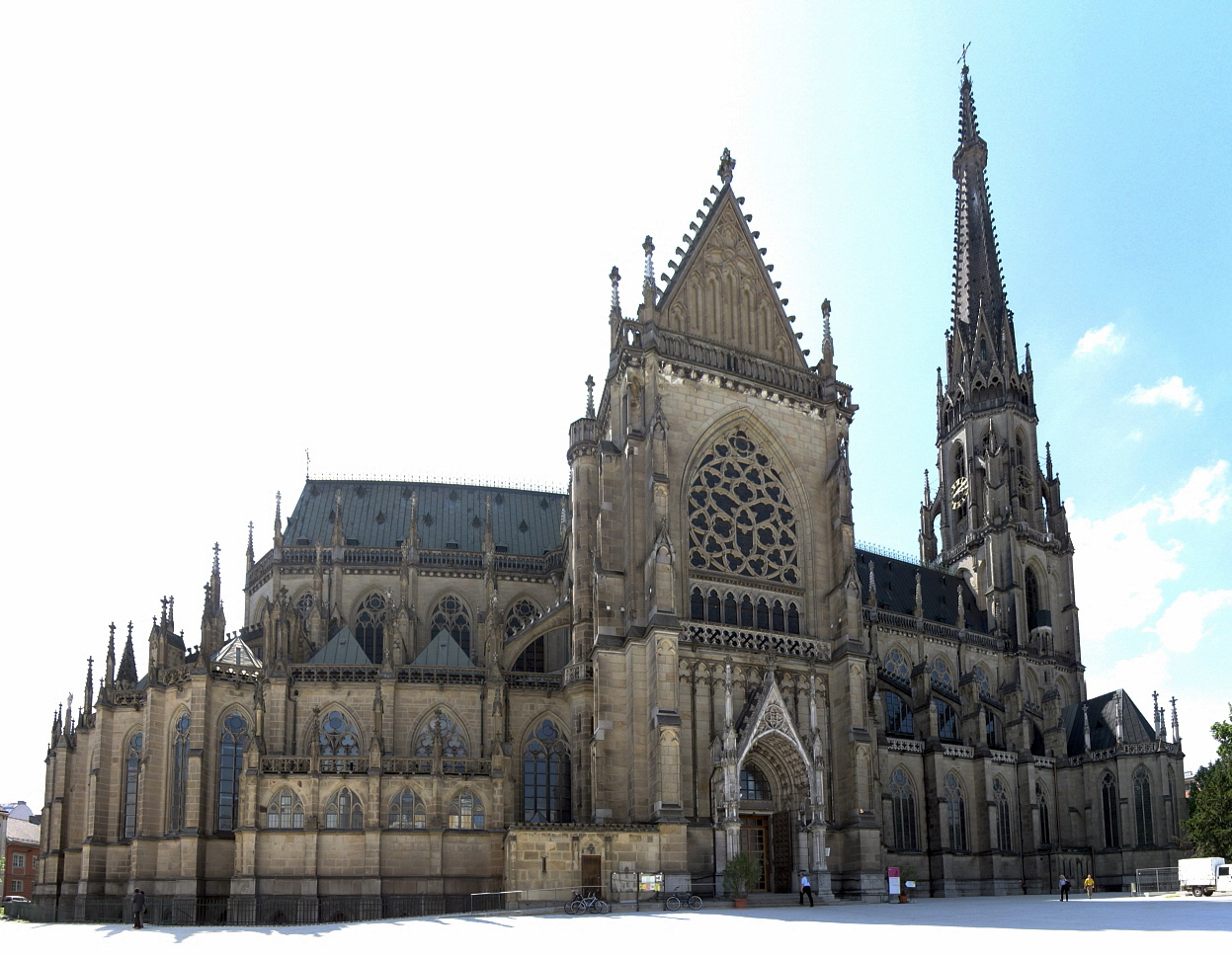
Nhà thờ St. Mary, phía đông
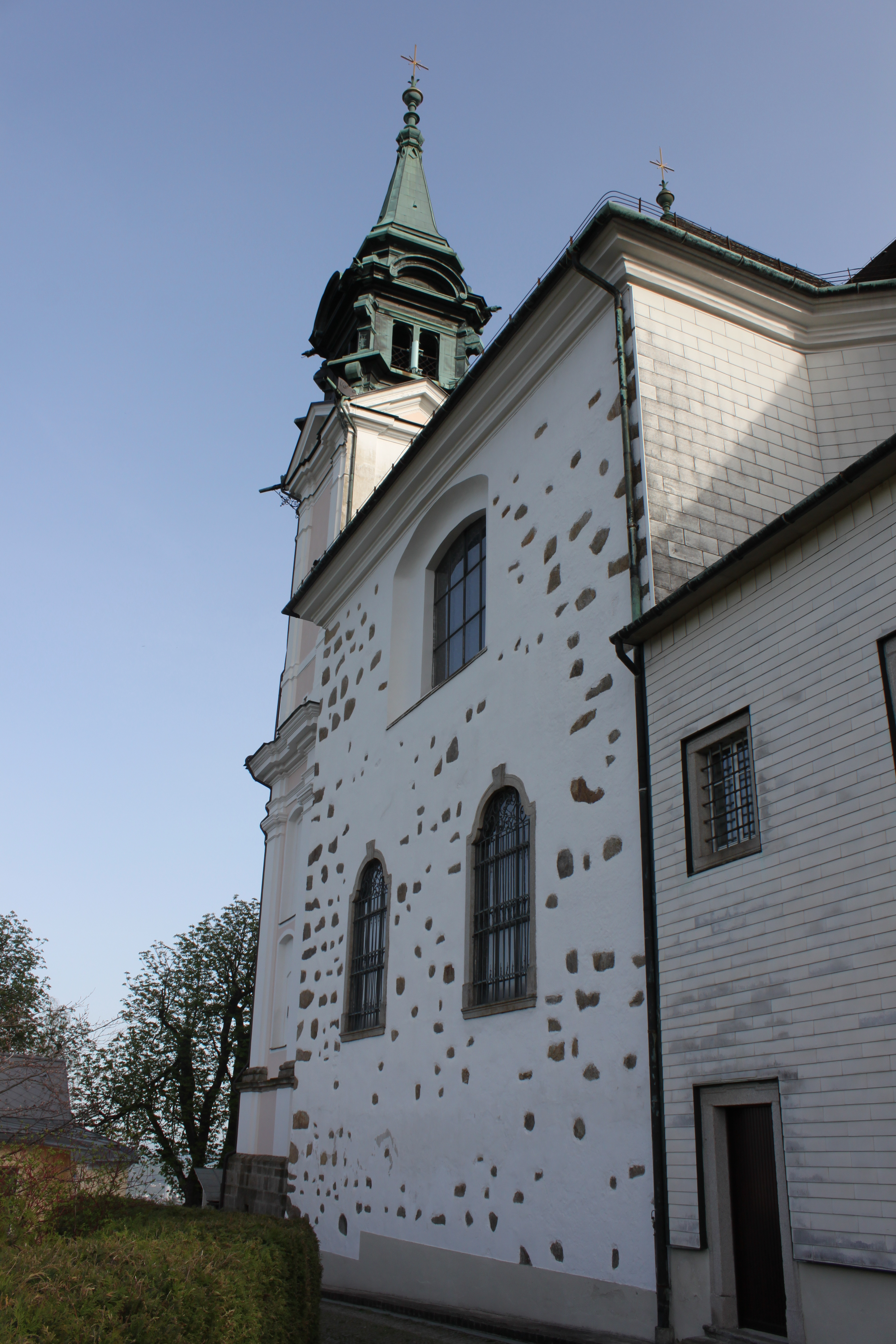
Bên ngoài cung thờ bên Pöstlingberg-Kirche theo phong cách Steinbloß ở Mühlviertel
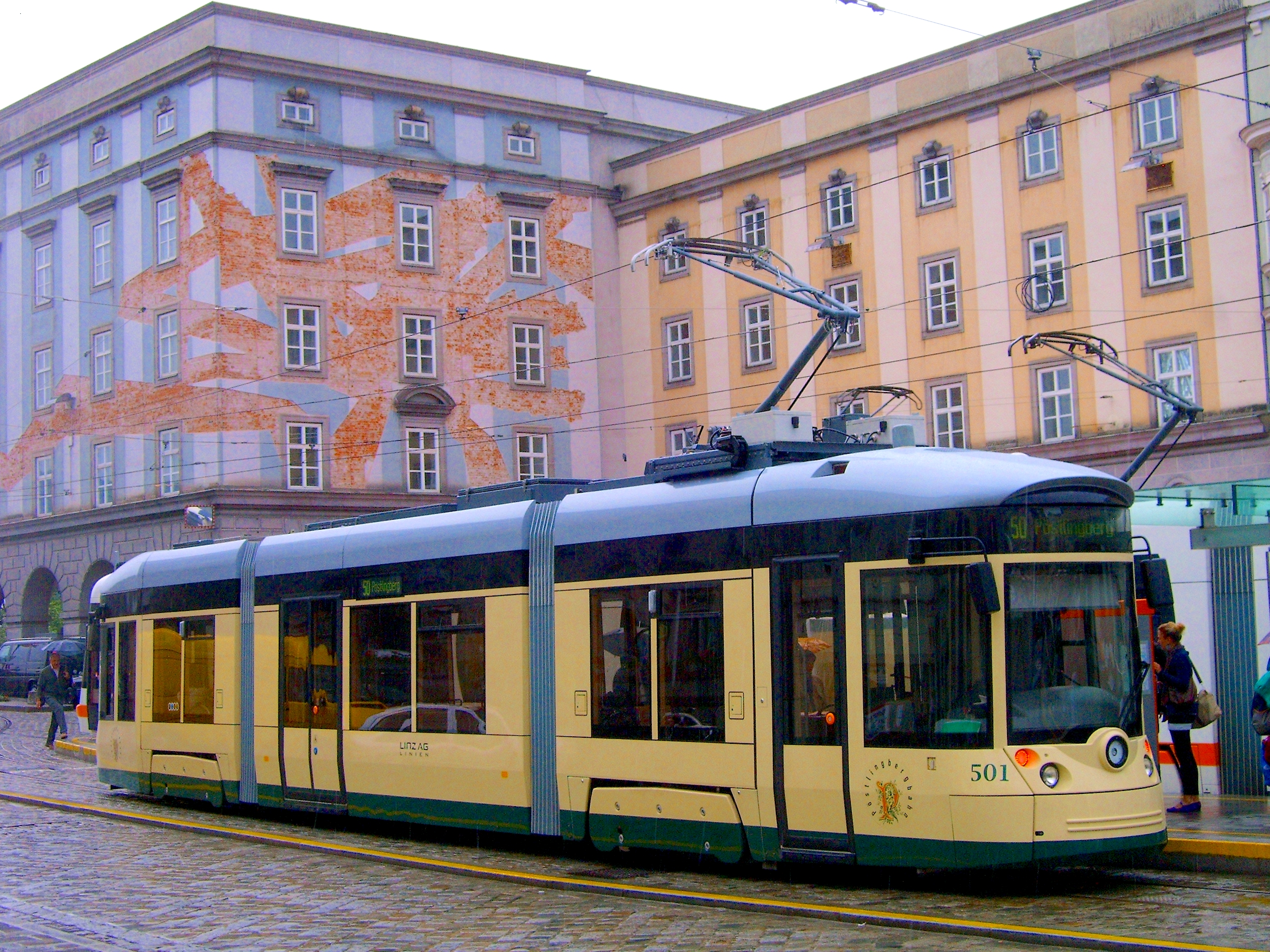
Một trong những xe điện tầng thấp mới của Pöstlingbergbahn, tại Hauptplatz ở trung tâm thành phố
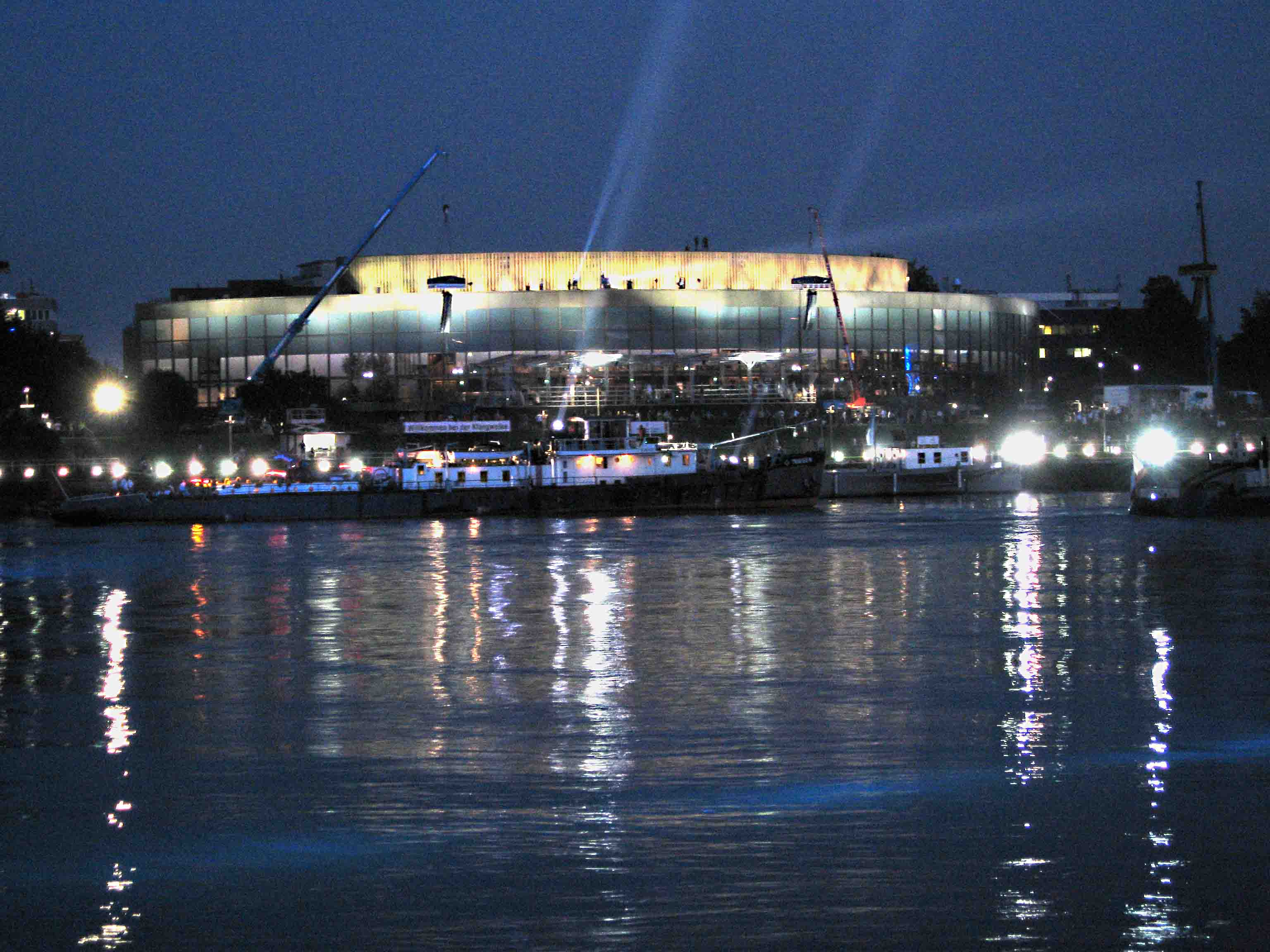
Brucknerhaus
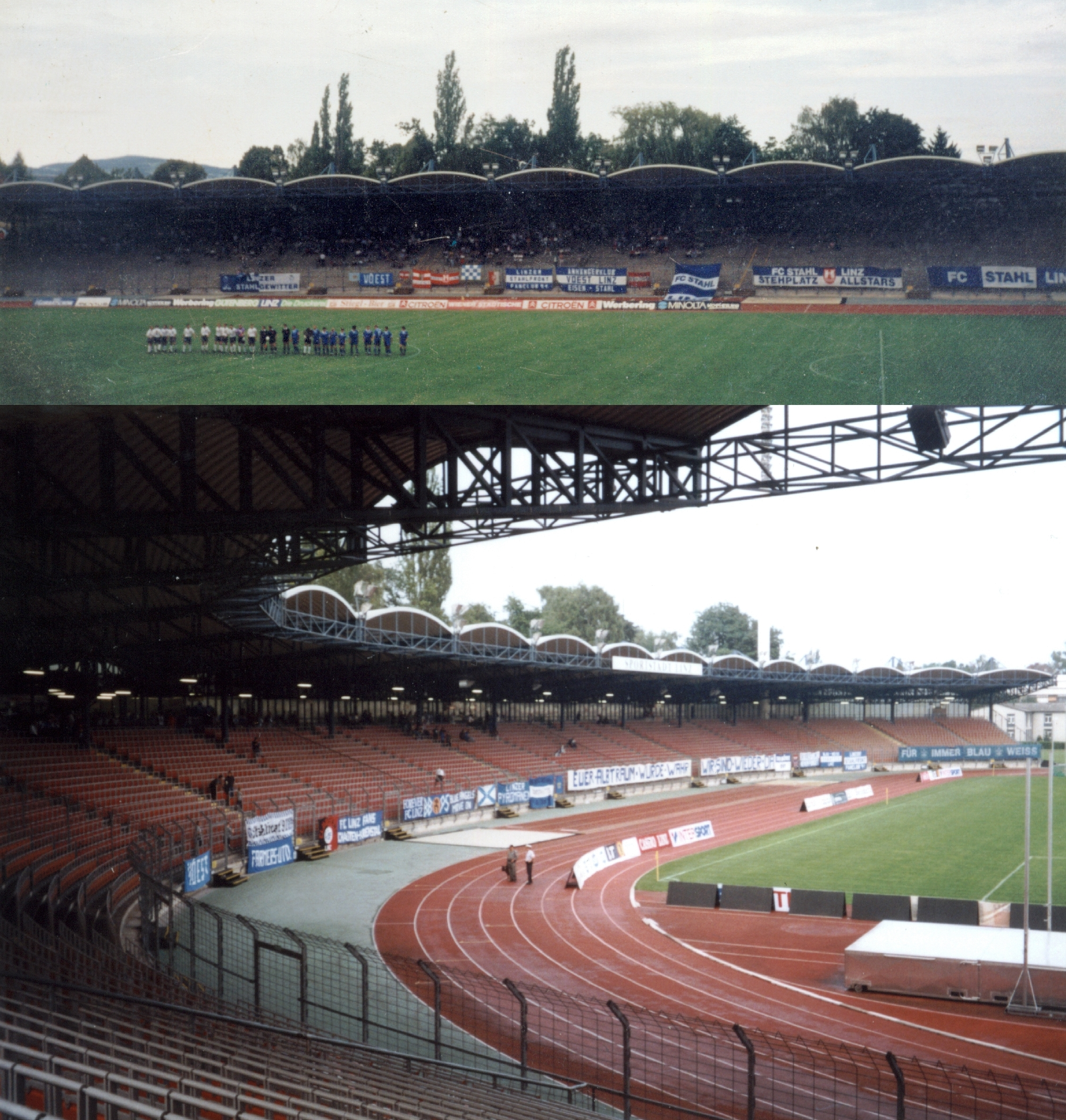
Sân vận động Linz
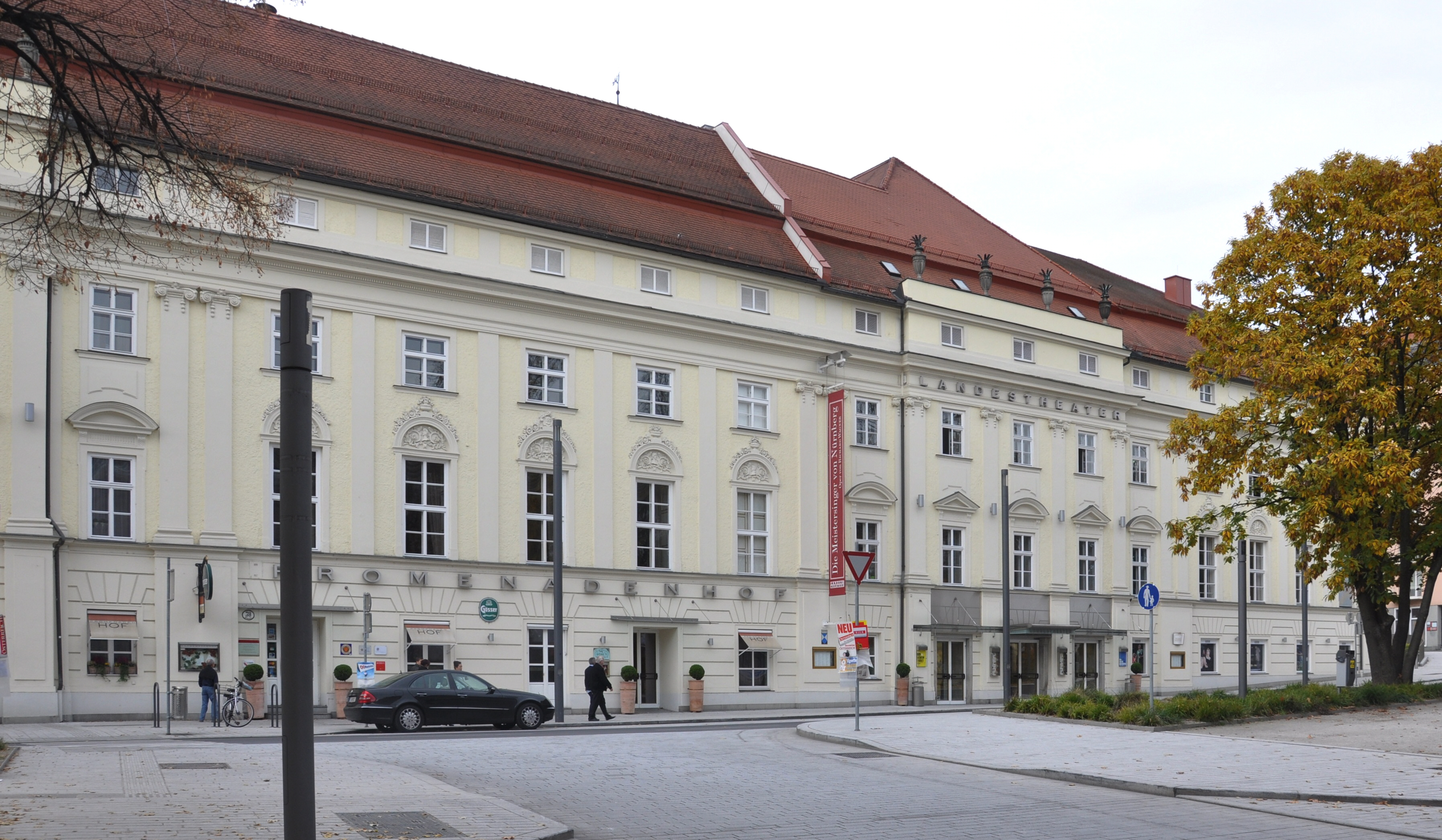
Landestheater Linz, nhà hát
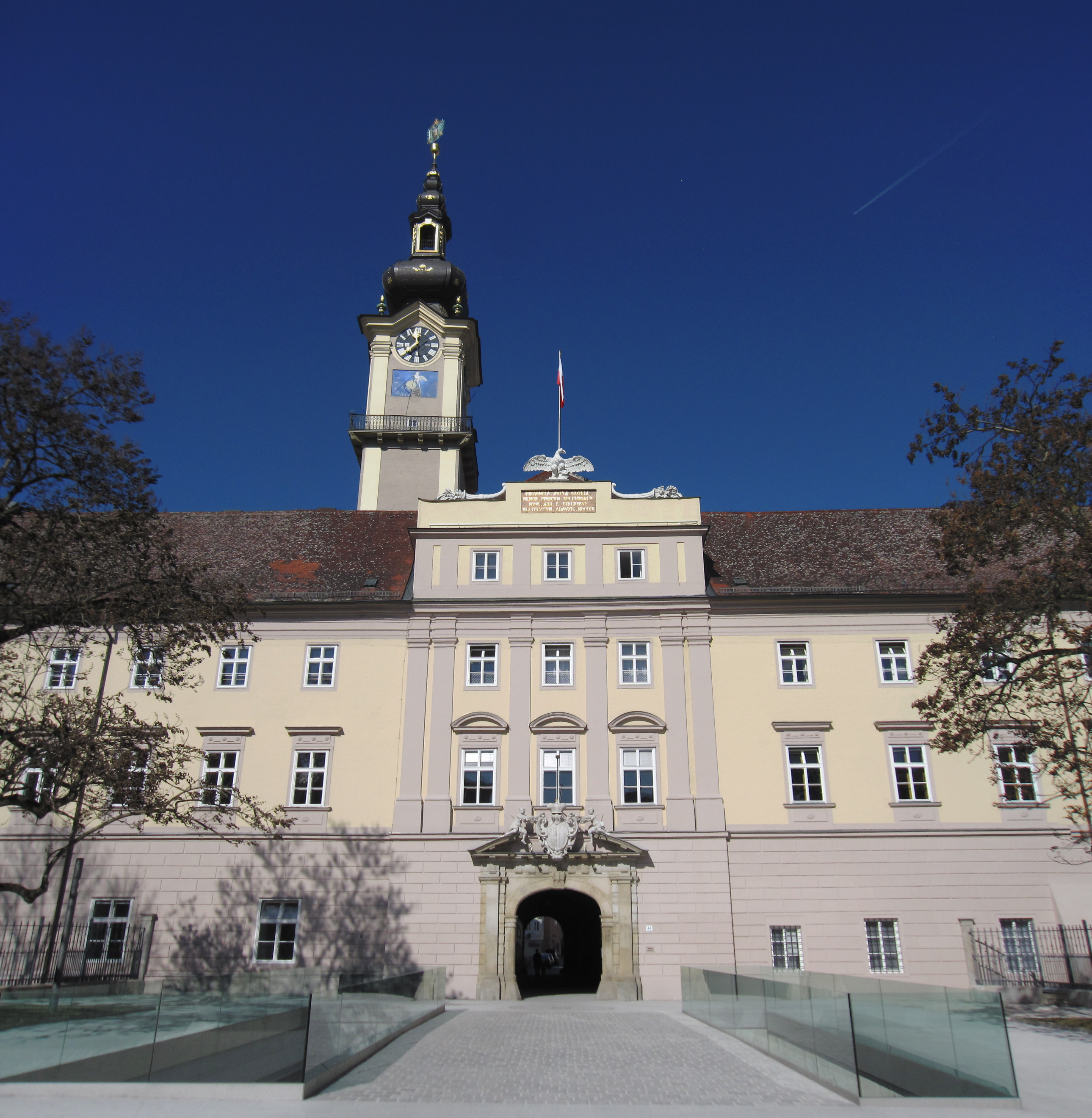
Landhaus Linz (2011)
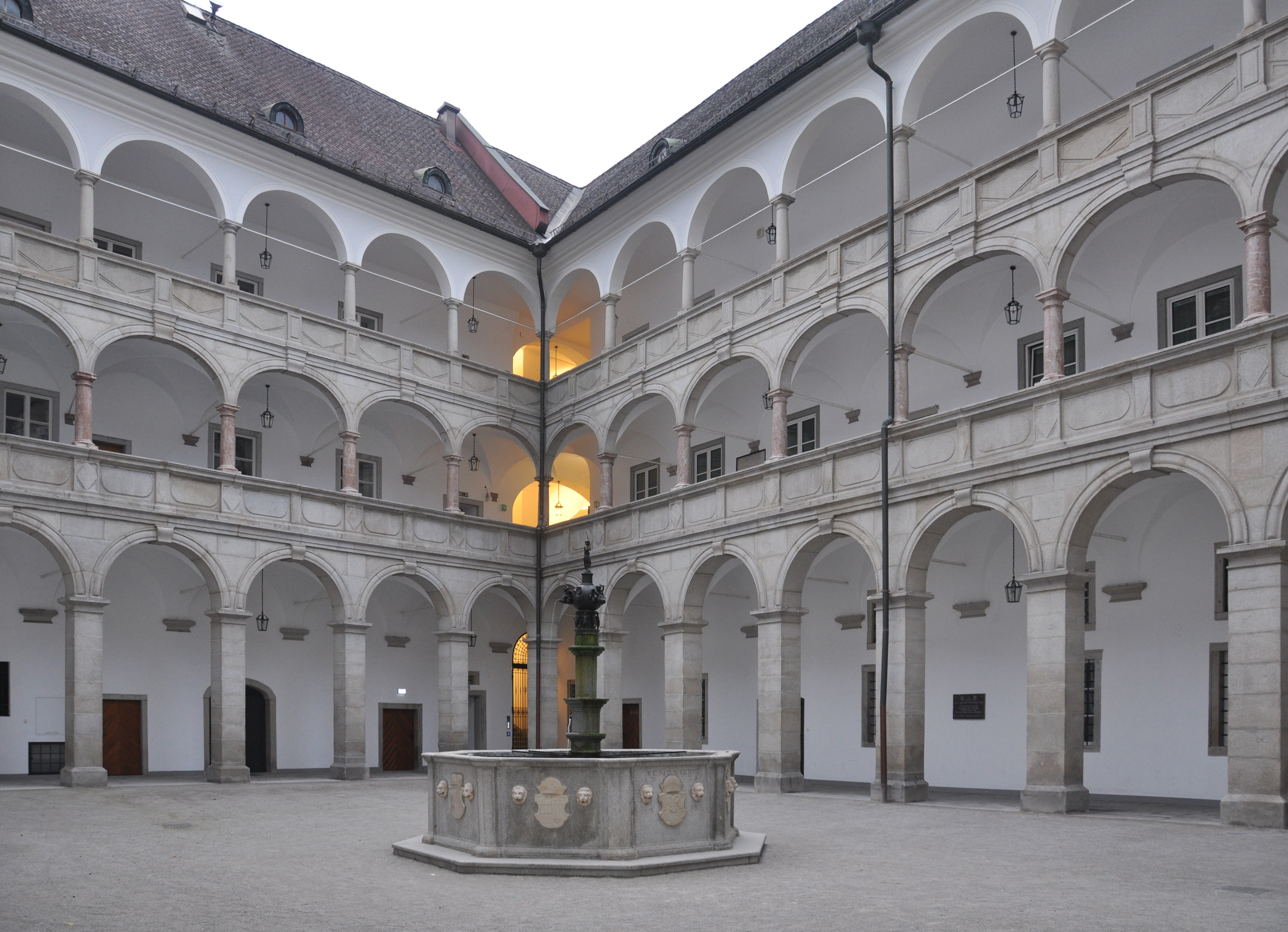
Sân trong Landhaus Linz

## Kiến trúc

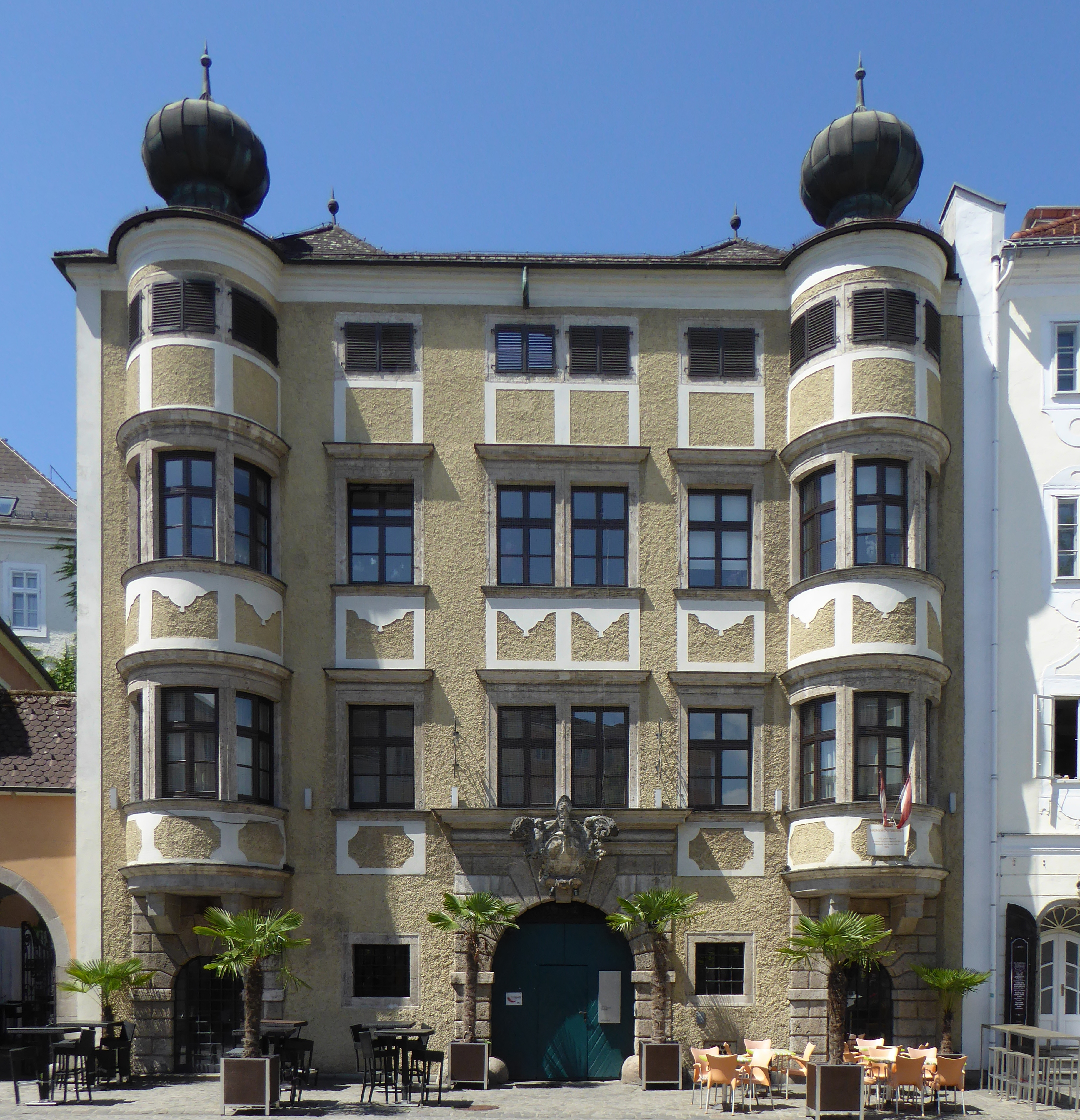
Nhà cổ của Tu viện Kremsmünster.

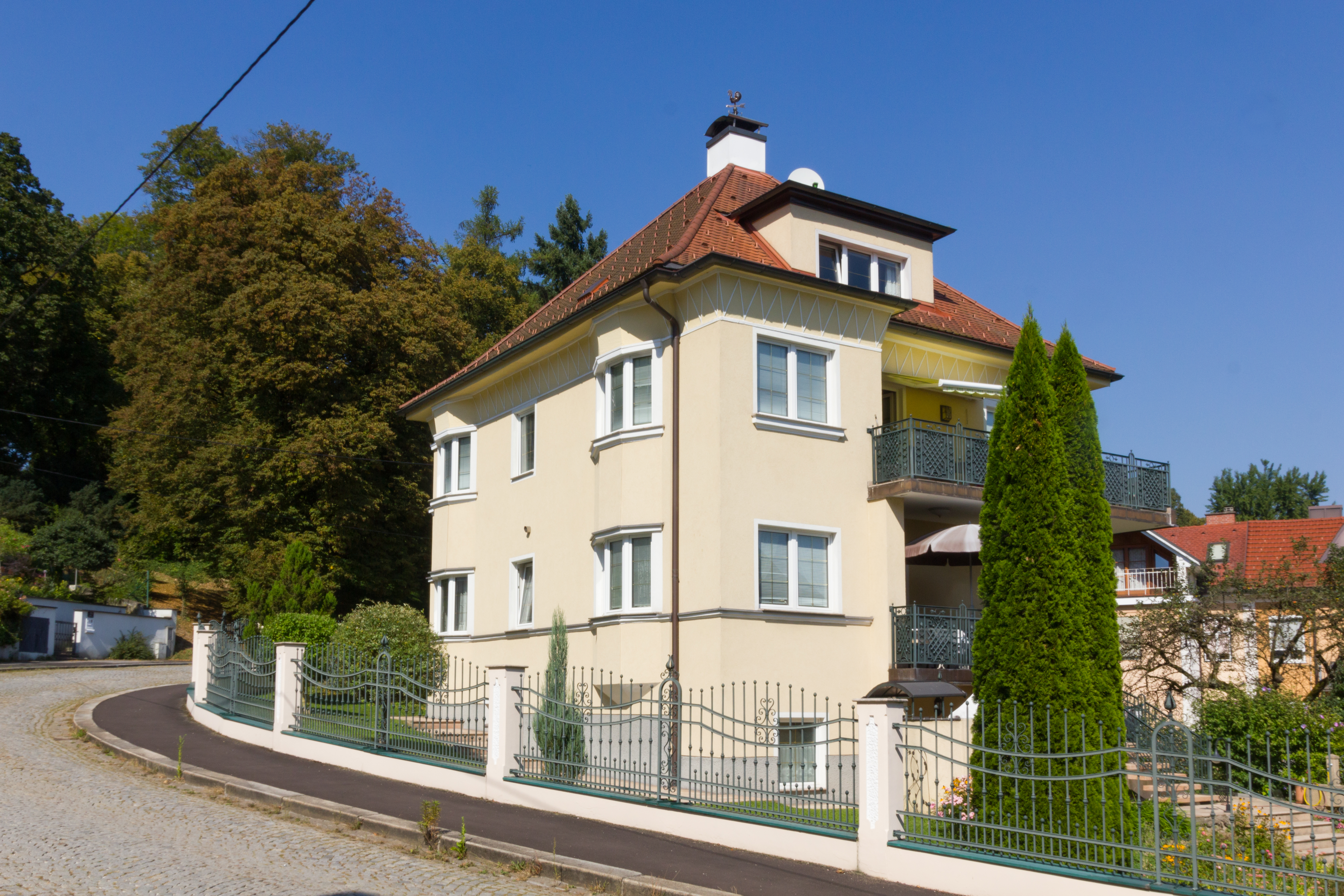
Một biệt thự cổ ở ngoại ô ở Freinberg

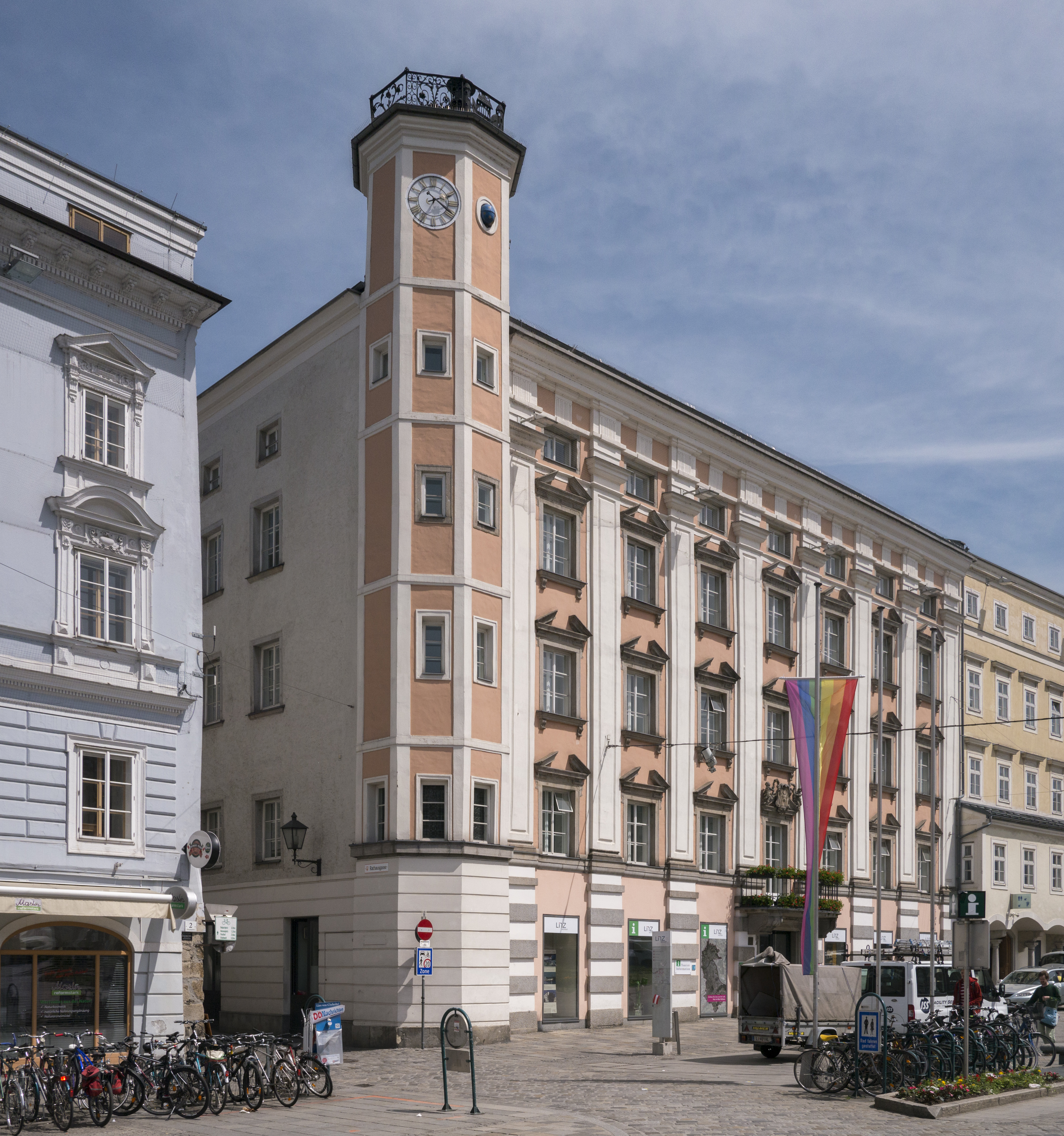
Tòa thị chính cổ

Như nhiều thành phố Trung Âu khác, cảnh quan thành phố Linz được đặc trưng bởi một số tòa nhà nhỏ và linh thiêng. Mariä Empfängnis Dom hay Nhà thờ Mới là nhà thờ lớn nhất ở Áo, không phải theo chiều cao (nó thấp hơn Nhà thờ St. Stephen (Stephansdom) ở Vienna khoảng 2 mét) mà là theo sức chứa.
Trung tâm thành phố cổ được đặc trưng bởi phong cách kiến trúc thời Trung cổ trong khi ở những khu vực của thành phố giáp với trung tâm lịch sử, kiến trúc mang phong cách Tân cổ điển, Tân Baroque và Tân Phục hưng. Xa hơn nữa từ trung tâm lịch sử còn có các khu vực dân cư như Franckviertel, Froschberg, Bindermichl và Kleinmünchen ở phía nam sông Danube và Alt-Urfahr phía bắc sông Danube. Những khu vực này là nơi có thể tìm thấy các tòa nhà ở mà vẫn được gọi là "Hitlerbauten" hay "các tòa nhà của Hitler" vì chúng được xây dựng trong thời kỳ giữa hai thế chiến và thời kỳ độc tài của Quốc xã. Khu dân cư được gọi là Gugl đã trở thành một khu vực được yêu thích của những người giàu có vào khoảng năm 1900, đó là lý do tại sao có rất nhiều biệt thự vẫn còn ở đó ngày nay.
Trong số các tòa nhà mới hơn là Nhà ga Trung tâm mới, được thiết kế bởi Wilhelm Holzbauer và tòa nhà chọc trời Terminal Tower, một phần của một khu phức hợp. Từ năm 2005 đến năm 2011, nó đã được Verkehrsclub Österreich bình chọn là nhà ga đẹp nhất nước Áo bảy lần liên tiếp. Wissensturm ("Tháp tri thức") với chiều cao khoảng 63 mét có thư viện công cộng và Volkshochschule, một trung tâm giáo dục dành cho người lớn. Nó được thiết kế bởi Franz Kneidinger và Heinz Stögmüller và mở cửa vào năm 2007. Bảo tàng Nghệ thuật Lentos, mở cửa vào năm 2003, được thiết kế bởi các kiến trúc sư Weber & Hofer có trụ sở tại Zürich và Musiktheater (nhà hát âm nhạc), mở cửa vào năm 2013, được thiết kế bởi Terry Pawson.

### Nghĩa trang
Linz có 13 nghĩa trang, bốn trong số đó được giám sát bởi LINZ AG.
- Friedhof der Israelitischen Kultusgemeinde
- Friedhof Ebelsberg
- Friedhof Pöstlingberg
- Friedhof St. Margarethen
- Friedhof St.Magdalena
- Friedhof Urfahr
- Soldatenfriedhof beim Petrinum
- St. Barbarafriedhof
- Stadtfriedhof Linz / St. Martin
- Urnenhain Feuerhalle
- Urnenhain Kleinmünchen
- Urnenhain Neue Verabschiedungshalle
- Urnenhain Urfahr

## Văn hóa
Thành phố hiện là nơi có nền âm nhạc và nghệ thuật sôi động được thành phố và bang Thượng Áo tài trợ rất nhiều. Nằm giữa Bảo tàng Nghệ thuật Lentos và "Brucknerhaus" là "Donaulände", còn được gọi là "Kulturmeile" ("cột mốc văn hóa"). Donaulände là công viên ven sông, được giới trẻ sử dụng chủ yếu để thư giãn và gặp gỡ vào mùa hè. Nó cũng được sử dụng cho Lễ hội Ars Electronica vào đầu tháng 9 và "Lễ hội suối" diễn ra hàng năm. Vào tháng 6, tháng 7 và tháng 8, "Musikpavillon" được tổ chức trong công viên, nơi các nhóm nhạc với nhiều phong cách khác nhau biểu diễn miễn phí vào các ngày thứ Năm, thứ Sáu, thứ Bảy và Chủ nhật.
Linz có có nhiều tụ điểm văn hóa khác như Posthof gần bến cảng và Stadtwerkstatt bên sông Danube. Pflasterspektakel, một lễ hội nghệ thuật đường phố quốc tế, diễn ra hàng năm vào tháng 7 trong và xung quanh Landstraße và quảng trường chính. Linz là Thủ đô Văn hóa Châu Âu vào năm 2009 cùng với Vilnius, thủ đô của Litva.
Vào ngày 1 tháng 12 năm 2014, Linz đã được chấp nhận vào Mạng lưới quốc tế các Thành phố Sáng tạo của UNESCO (UCCN) với tư cách là Thành phố Nghệ thuật Truyền thông. Hiện có 69 thành phố trên toàn thế giới là thành viên của Mạng lưới quốc tế các Thành phố Sáng tạo, được chia thành bảy hạng mục chuyên đề: văn học, điện ảnh, âm nhạc, nghệ thuật dân gian, thiết kế, nghệ thuật truyền thông và ẩm thực. Tiêu đề dành cho các thành phố làm phong phú thêm cuộc sống đô thị và thu hút xã hội trong các loại hình nghệ thuật điện tử thông qua sự bảo trợ và tích hợp của nghệ thuật truyền thông. Bảy Thành phố Nghệ thuật Truyền thông khác là: Enghien-les-Bains, Lyon, Sapporo, Dakar, Gwangju, Tel Aviv-Jaffa và York.
Do đó, vớimục đích là duy trì và đại diện cho sự đa dạng văn hóa, 69 thành phố chia sẻ kinh nghiệm và suy nghĩ của họ về cách đối phó với toàn cầu hóa. Để tạo ra bài thuyết trình chuyên sâu nhất có thể với các thành phố sáng tạo khác, Linz phải tự đánh giá sau một vài năm. Sau ba năm, UNESCO đánh giá liệu Linz có thực hiện một số biện pháp nhất định trong lĩnh vực nghệ thuật truyền thông và có thể tiếp tục sử dụng danh hiệu này hay không. Trung tâm Ars Electronica có thể được coi là trung tâm của nghệ thuật truyền thông và hàng năm thu hút khách du lịch trong nước và quốc tế đến Linz vào dịp lễ hội.
Dự án mới nhất được Linz phát triển trong khuôn khổ dự án "Thành phố Nghệ thuật Truyền thông" là Trung tâm Valie Export, đặt tại Tabakfabrik (nhà máy thuốc lá) và được thực hiện với sự hợp tác của Đại học Nghệ thuật và Thiết kế Linz. Nó phục vụ như một trung tâm nghiên cứu quốc tế về truyền thông và nghệ thuật trình diễn. Ngoài ra, nó còn bao gồm di sản cũng như tài liệu lưu trữ của nghệ sĩ truyền thông nổi tiếng nhất đến từ Linz, Valie Export, người đã nhận được nhiều giải thưởng quốc gia cũng như quốc tế. Cùng với kho lưu trữ của Ars Electronica, Linz có hai kho lưu trữ nổi tiếng quốc tế về nghệ thuật truyền thông. Các tài liệu lưu trữ này là điểm khởi đầu cho sự tương tác giữa nghệ thuật và khoa học với các phương tiện truyền thông và nghệ thuật trình diễn ở Áo và trên toàn thế giới.
Kể từ năm 2009, sáng kiến Open Commons Linz đã cung cấp nhiều loại dữ liệu "miễn phí": dữ liệu địa lý và thông tin thống kê liên quan đến đời sống thành phố, chính quyền địa phương, giải trí và du lịch. Một nỗ lực liên quan là sáng kiến Điểm phát sóng đã cài đặt 202 điểm phát sóng cung cấp mạng WLAN miễn phí cũng như Máy chủ công cộng, đám mây thành phố cho tất cả công dân đăng ký tại Linz. Linz do đó đi đầu ở châu Âu khi nói đến khả năng truy cập vào dữ liệu mở.
Linz có 43 phòng trưng bày và phòng triển lãm, 13 trung tâm văn hóa, một trung tâm câu lạc bộ và bốn viện giáo dục.

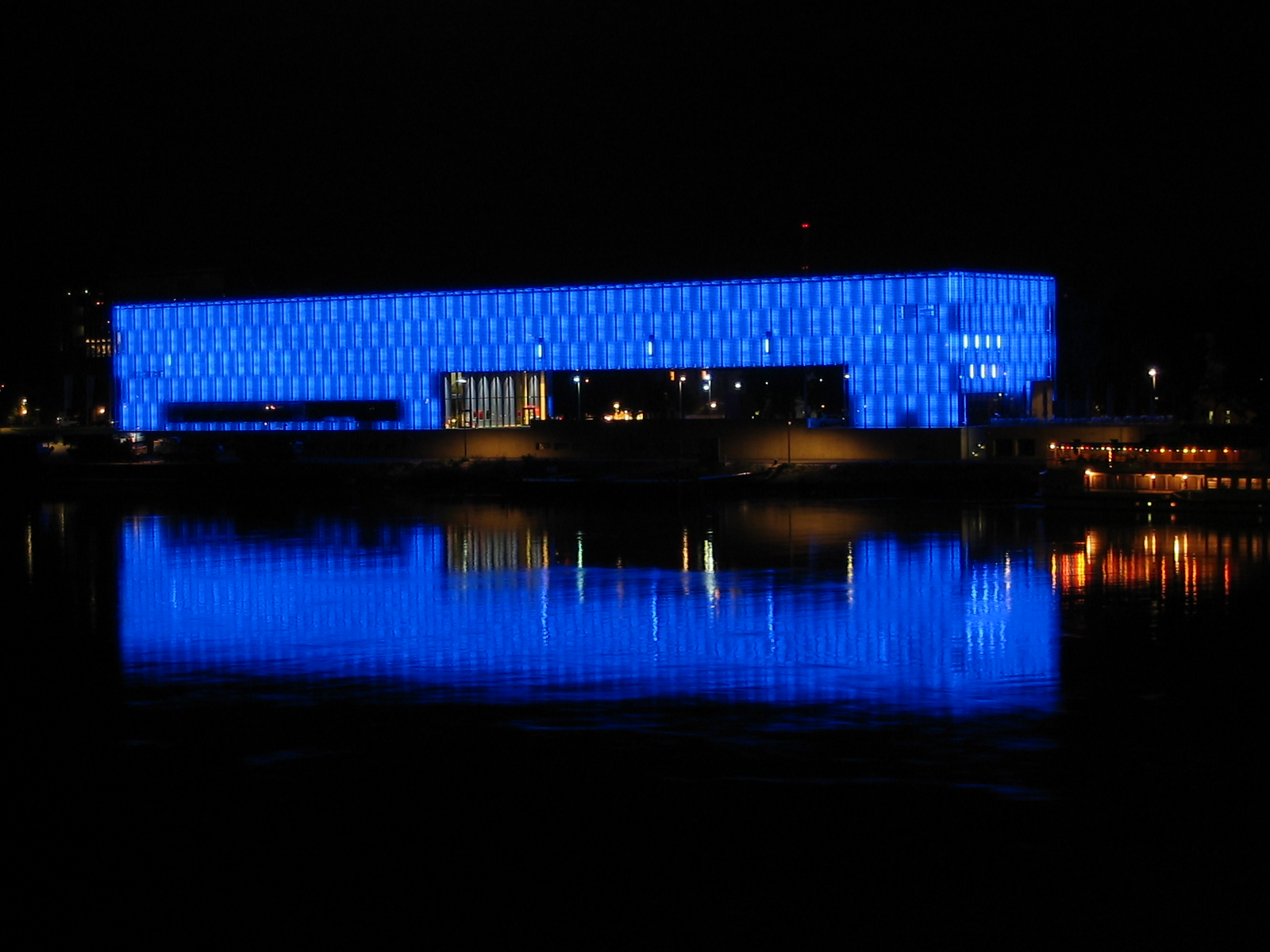
Bảo tàng Lentos

### Bảo tàng
- Bảo tàng nghệ thuật Lentos (xây dựng năm 2003) là một phòng trưng bày nghệ thuật hiện đại, trưng bày các tác phẩm nghệ thuật từ thế kỷ 20 đến 21. Nó nằm trên bờ nam của sông Danube. Tòa nhà có thể được chiếu sáng vào ban đêm từ bên trong với các màu xanh, hồng, đỏ và tím do được làm bằng nhựa.

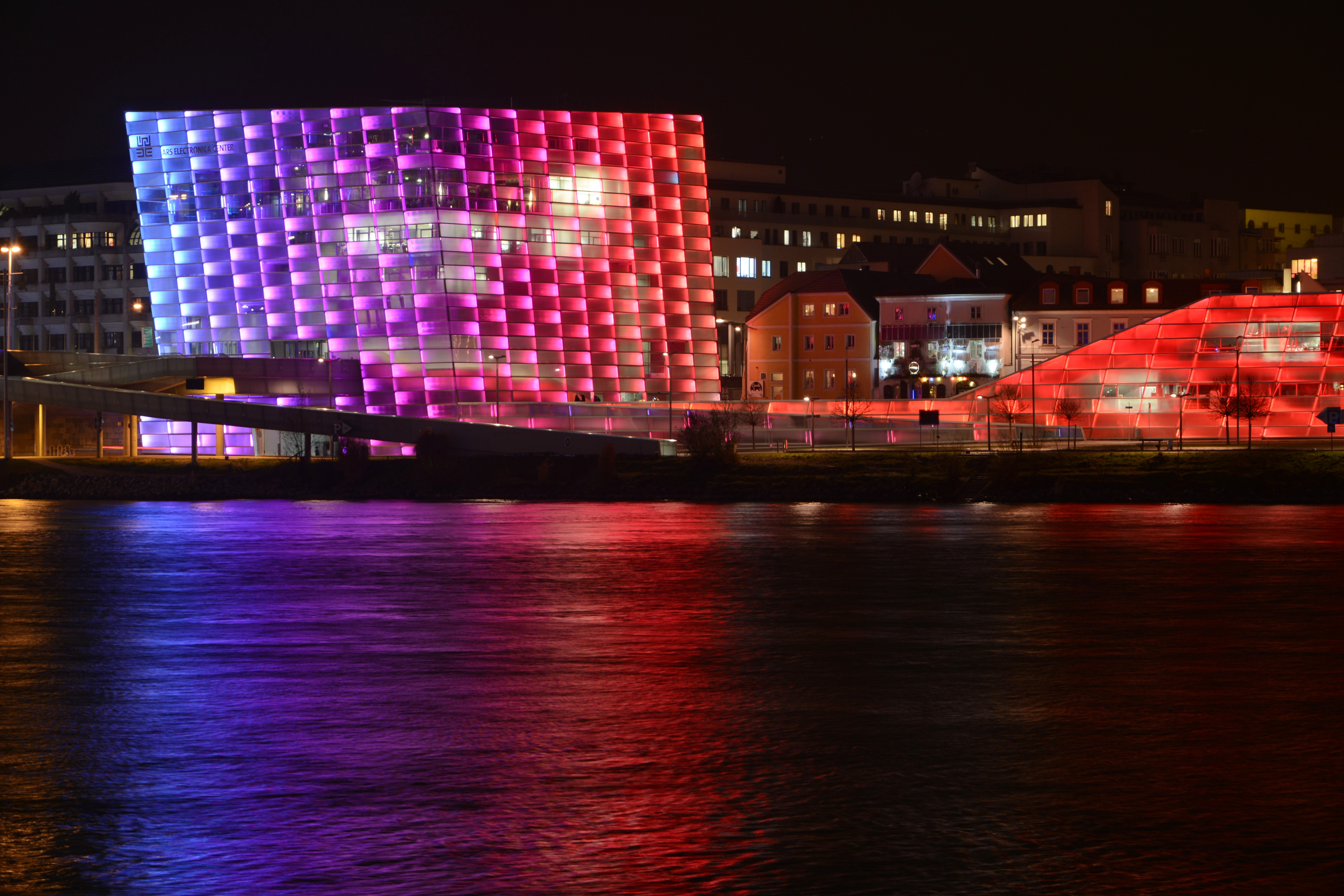
Trung tâm Ars Electronica

- Trung tâm Ars Electronica (AEC) (còn gọi là bảo tàng tương lai) là một bảo tàng và cơ sở nghiên cứu trên bờ bắc sông Danube (thuộc quận Urfahr), bên kia sông là Hauptplatz (quảng trường chính). AEC là một trung tâm quan trọng của thế giới về nghệ thuật truyền thông mới, thu hút một lượng lớn các nghệ sĩ hướng công nghệ hàng năm cho Lễ hội Ars Electronica. Bảo tàng AEC là nơi có Deep Space 8K, tạo ra một thế giới ảo với các hình chiếu trên tường và sàn (mỗi hình 16 x 9 mét [52 x 30 ft]), dò dấu laze và hoạt ảnh 3-D.
- Bảo tàng Thành phố Nordico có một bộ sưu tập nghệ thuật cũng như một bộ sưu tập lịch sử và khảo cổ, tất cả đều liên quan đến thành phố Linz. Khoảng 16.000 người đã đến thăm bảo tàng vào năm 2013.

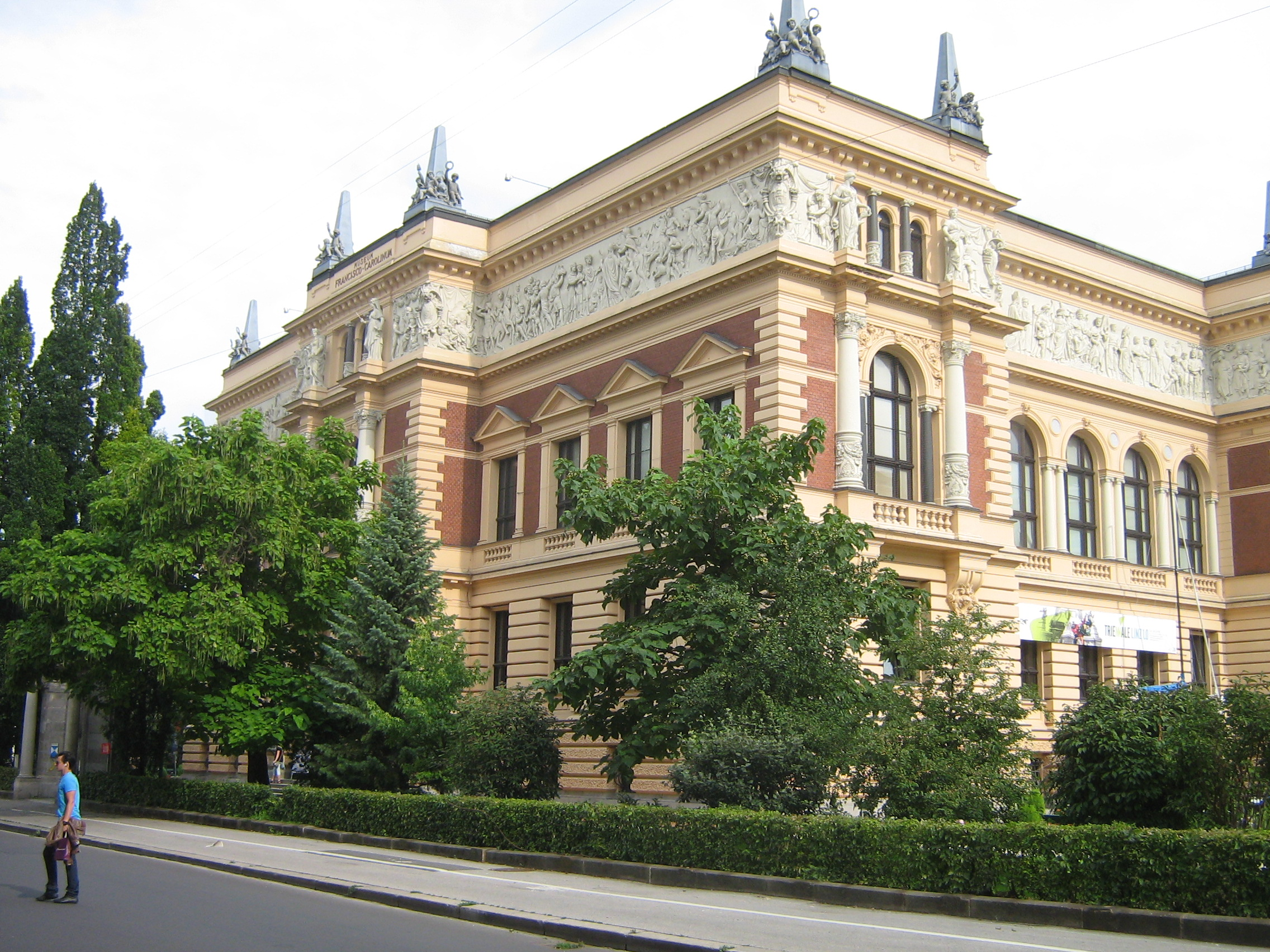
Phòng trưng bày khu vực

- Bảo tàng Khu vực Thượng Áo (Oberösterreichisches Landesmuseum) có ba địa điểm chính tập trung vào các khía cạnh khác nhau của lịch sử khu vực: Landesgalerie (phòng trưng bày khu vực) trưng bày nghệ thuật hiện đại và đương đại, Bảo tàng Schlossmuseum lưu giữ các phát hiện khảo cổ học, tất cả đều tái hiện lại lịch sử văn hóa của Thượng Áo, Biologiezentrum Linz-Dornach (trung tâm sinh học) là nơi để tìm hiểu lịch sử tự nhiên của khu vực với một cuộc triển lãm khoảng 16 triệu hiện vật (khiến nó trở thành bảo tàng lớn thứ hai về lịch sử tự nhiên ở Áo).[52]
- Tại trụ sở của hiệp hội nghệ thuật Thượng Áo (Oberösterreichischer Kunstverein) ở Ursulinenhof ở Linz thường xuyên có các cuộc triển lãm nghệ thuật đương đại.
- Bảo tàng văn học Thượng Áo (Oberösterrreischisches Literaturmuseum), Viện Adalbert Stifter về văn học và ngôn ngữ học và nhà văn học Thượng Áo (Oberösterreichisches Literaturhaus), tất cả đều nằm ở StifterHaus, nơi nhà văn, họa sĩ và nhà giáo dục người Áo Adalbert Stifter sống từ năm 1848 đến nay chết năm 1868.
- Diễn đàn kiến trúc Thượng Áo (Architekturforum Oberösterreich) trong ngôi nhà của kiến trúc (Haus der Architektur) thu hút khoảng 6.000 du khách hàng năm. Diễn đàn tổ chức các bài giảng, triển lãm, hội nghị và cuộc thi.
- Ngôi nhà văn hóa mở của Thượng Áo (Offenes Kulturhaus Oberösterreich, viết tắt: OK) là một tổ chức nghệ thuật tập trung vào nghệ thuật đương đại.
- Bảo tàng Nha khoa (Zahnmuseum) trưng bày một cuộc triển lãm các thiết bị được sử dụng trong nha khoa từ đầu thế kỷ 18 đến gần đây.
- Bảo tàng Cao bồi ''Fatsy'' giới thiệu văn hóa cao bồi, trưng bày các tác phẩm gốc từ Hoa Kỳ.

### Âm nhạc

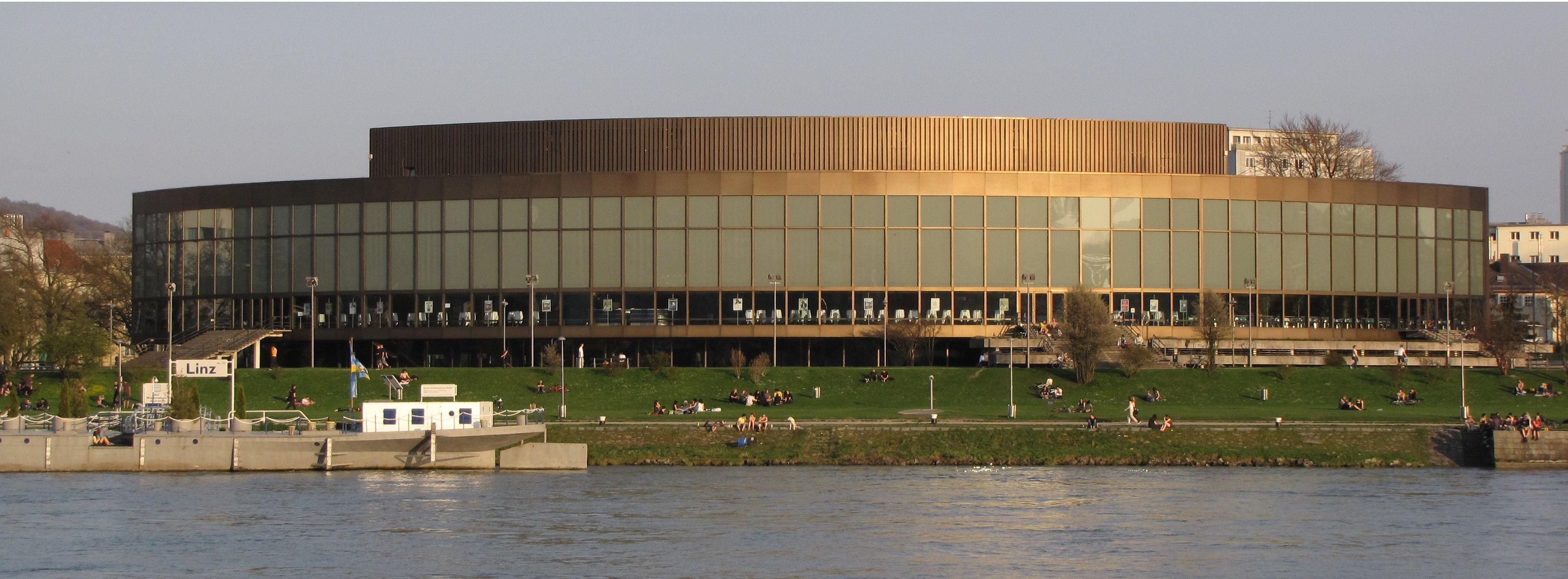
Brucknerhaus

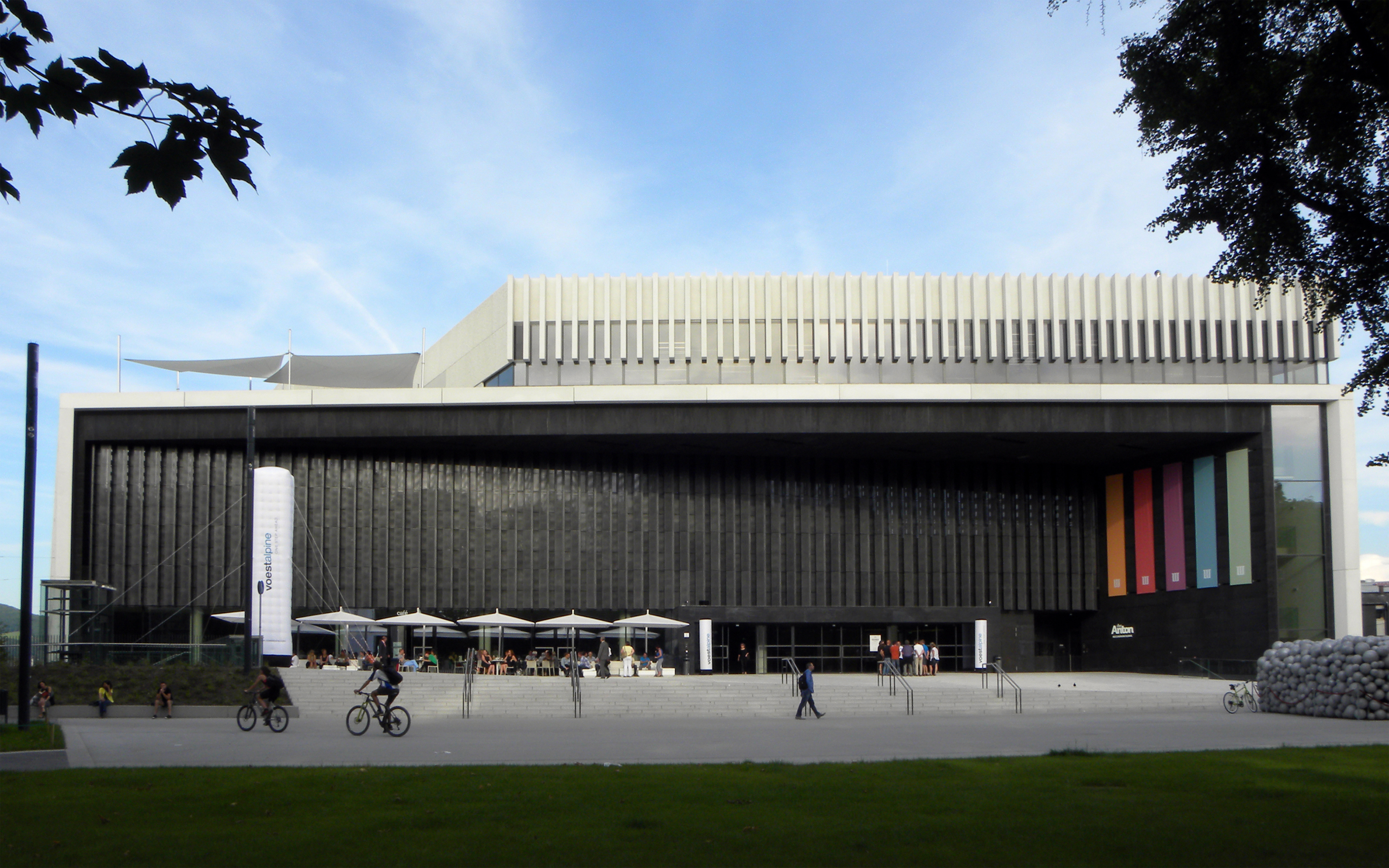
Musiktheater Linz

Brucknerhaus, một phòng hòa nhạc nổi tiếng ở Linz được đặt theo tên của Anton Bruckner. Nó chỉ cách "Lentos" khoảng 200 m. Đây là quê hương của "Bruckner Orchestra" và thường được sử dụng cho các buổi hòa nhạc cũng như vũ hội và các sự kiện khác. Đây cũng là địa điểm của "Linz Fest" diễn ra hàng năm vào tháng 5 cũng như là một trong những địa điểm của Lễ hội Ars Electronica vào đầu tháng 9. Vào tháng 6, tháng 7 và tháng 8, "Musikpavillon" được tổ chức trong công viên, nơi các nhóm nhạc với nhiều phong cách khác nhau biểu diễn miễn phí vào thứ Năm, thứ Sáu, thứ Bảy và Chủ Nhật.
Musiktheater (nhà hát ca nhạc) được khai trương vào tháng 4 năm 2013 và được coi là một trong những nhà hát opera hiện đại nhất ở châu Âu. Nó có năm sân khấu với các kích cỡ khác nhau; hội trường lớn ("Großer Saal") với 1.200 chỗ ngồi, BlackBox lên đến 270 chỗ, BlackoxLounge lên tới 150 chỗ, hội trường dàn nhạc ("Orchestersaal") với 200 chỗ và một sân khấu khác trong tiền sảnh (" FoyerBühne "). Các buổi biểu diễn tại Musiktheater bao gồm các vở opera và điển hình là operetta, ba lê và nhạc kịch Áo.
Dàn nhạc của Landestheater Linz (nhà hát vùng) từng biểu diễn các tác phẩm âm nhạc cũng như các tác phẩm sân khấu tại một địa điểm ở "Promenade" nội thành Linz (địa điểm này vẫn được gọi đơn giản là "Landestheater"). Kể từ khi mở cửa Musiktheater mới, chỉ có các buổi biểu diễn kịch diễn ra tại địa điểm "Promenade" trong khi các tác phẩm âm nhạc được trình diễn tại Musiktheater. Landestheater Linz đặc biệt nổi tiếng với rạp chiếu dành cho khán giả nhỏ tuổi được gọi là u\hof:.
Kapu là nơi biểu diễn các phong cách âm nhạc đương đại khác nhau như hip hop, noise rock và Crust Punk, đồng thời cũng có rạp chiếu phim và phòng thu âm.
Posthof là một trong những trung tâm tổ chức sự kiện lớn nhất ở Linz với ba phòng có sức chứa lên đến 630 chỗ ngồi hoặc phòng đứng cho khoảng 1.200 người tương ứng trong hội trường lớn. Chương trình tập trung vào nghệ thuật đương đại và bao gồm các buổi hòa nhạc, nhà hát, quán rượu, khiêu vũ và văn học. Các nghệ sĩ từ Linz thường xuyên được mời để cải thiện môi trường văn hóa địa phương; ví dụ. các ban nhạc từ Linz có cơ hội chơi với tư cách là ban nhạc tiền nhiệm cùng với các nghệ sĩ nổi tiếng trong nước và quốc tế. Tổng cộng có khoảng 250 sự kiện diễn ra tại Posthof mỗi năm với tổng số lượng du khách khoảng 80.000.
Stadtwerkstatt là một hiệp hội độc lập về văn hóa và được thành lập vào năm 1979. Trụ sở chính của nó nằm ở quận Urfahr trên bờ bắc sông Danube gần Trung tâm Ars Electronica và là nơi tổ chức các sự kiện âm nhạc và các hoạt động văn hóa nghệ thuật khác. Nằm ở cùng địa chỉ là quán cà phê / quán bar Café Strom của chính Stadtwerkstatt.
Wolfgang Amadeus Mozart đã viết Bản giao hưởng số 36 (1783) của mình tại Linz cho một buổi hòa nhạc được tổ chức ở đó, và tác phẩm ngày nay được gọi là Giao hưởng Linz. Theo báo cáo, anh cũng đã sáng tác Piano Sonata 13 bằng bản B trong khi ở Linz, mặc dù nó được xuất bản ở Vienna.
Anton Bruckner sinh ra ở Ansfelden gần Linz và đã dành vài năm làm nhạc trưởng và nghệ sĩ organ ở Linz, nơi anh cũng bắt đầu sáng tác. Phiên bản đầu tiên của bản giao hưởng số 1 của Bruckner ở giọng C thứ được gọi là phiên bản Linz. Brucknerhaus, một phòng hòa nhạc ở Linz cũng như Brucknerfest quốc tế hàng năm được đặt theo tên của ông.
Nhạc sĩ kiêm DJ Marcus Füreder, được biết đến với nghệ danh Parov Stelar sinh ra ở Linz.

### Rạp chiếu phim
Lịch sử của điện ảnh và phim bắt đầu ở Linz vào tháng 9 năm 1896 như một phần của chương trình tạp kỹ, một chương trình phim được chiếu ở "Roithner vaudeville" lần đầu tiên ở Thượng Áo. Cho đến buổi chiếu tiếp theo của một bộ phim, phải đến ngày 20 tháng 3 năm 1897 khi rạp chiếu phim lưu động của Johann Bläser có khách trong "Khách sạn Con tàu vàng".
Cho đến khi khai trương các rạp chiếu phim đầu tiên, chương trình thông thường chỉ bắt đầu xuất hiện vào cuối năm 1908. Lúc đó, Karl Lifka đã mở "Lifka's Grand Théâtre électrique" của mình tại tòa nhà nơi đã chiếu bộ phim đầu tiên. Sau đó, rạp chiếu phim thứ hai ở Linz được khai trương sau đó vài tháng.
Là chủ sở hữu của các rạp chiếu phim lưu động, Johann Bläser đã đến định cư ở Linz. Ông đã mua "Khách sạn Con tàu Vàng" và lắp đặt một rạp chiếu phim, "Bio-Kinematograph". Rạp chiếu phim cố định thứ ba được gọi là "Kino Kolloseum" nằm trong thành phố, được thành lập vào khoảng năm 1910 bởi nhà điều hành chương trình tạp kỹ Karl Roithner. Vị trí đầu tiên của nó là sảnh lễ hội trước đây ở Hessenplatz.
Liên hoan phim ngắn quốc tế Linz là liên hoan phim đầu tiên ở Thượng Áo tập trung vào các phim ngắn quốc tế. Phim ra mắt vào tháng 10 năm 2018 tại Moviemento, Linz đã chiếu 114 bộ phim trong bốn ngày. Ý tưởng quay trở lại với giám đốc lễ hội Parisa Ghasemi.

### Thư viện
Vào tháng 9 năm 2007, "Wissensturm" bên cạnh nhà ga trung tâm được hoàn thành. Ở đó có Thư viện Chính và trung tâm giáo dục người lớn. Cùng năm đó, việc mở rộng Thư viện Quốc gia ở Schillerplatz bắt đầu.
- Thư viện chính và 10 chi nhánh: 1.159.212 lượt mượn sách (2013)[59]
- Thư viện quốc gia: 86.262 lượt mượn sách (2005)

Thư viện Chính là thư viện công cộng lớn nhất ở Thượng Áo. Thư viện có 220.000 phương tiện truyền thông, trong đó có khoảng 60.000 phương tiện nghe nhìn và nhiều tạp chí. Thư viện cũng có truy cập Internet công cộng và máy tính để lướt web. Thư viện công cộng tập trung vào việc hỗ trợ đọc sách. Vì vậy, ngoài các sự kiện như đọc sách, hội thảo hoặc tham vấn đọc sách thường xuyên diễn ra.

### Đặc sản ẩm thực
Ở Linz có cả nhà hàng truyền thống và quán rượu lâu đời cũng như các món ăn hiện đại và lạ miệng. Ảnh hưởng của 140 quốc gia có thể được cảm nhận trong các dịch vụ ẩm thực của Linz. Một liên minh gồm hơn 40 nhà hàng, quán cà phê và các quán bar khác được gọi là "điểm nóng". Hơn nữa, Linz có một số nhà hàng gọi món và nhà hàng chuyên phục vụ những người sành ăn uống Gault Millau.
Các món ăn đặc trưng ở Linz không chỉ bao gồm bánh torte Linz nổi tiếng mà còn có knödel (bánh bao) và strudel với nhiều kiểu biến tấu khác nhau. Một đặc sản khác là erdäpfelkäs (phô mai khoai tây), một loại bánh được làm từ khoai tây nghiền và kem. Một số đầu bếp nổi tiếng từ Linz là Lukas Erich, người nấu ăn ở Verdi và Georg Essig từ Der neue Vogelkäfig.

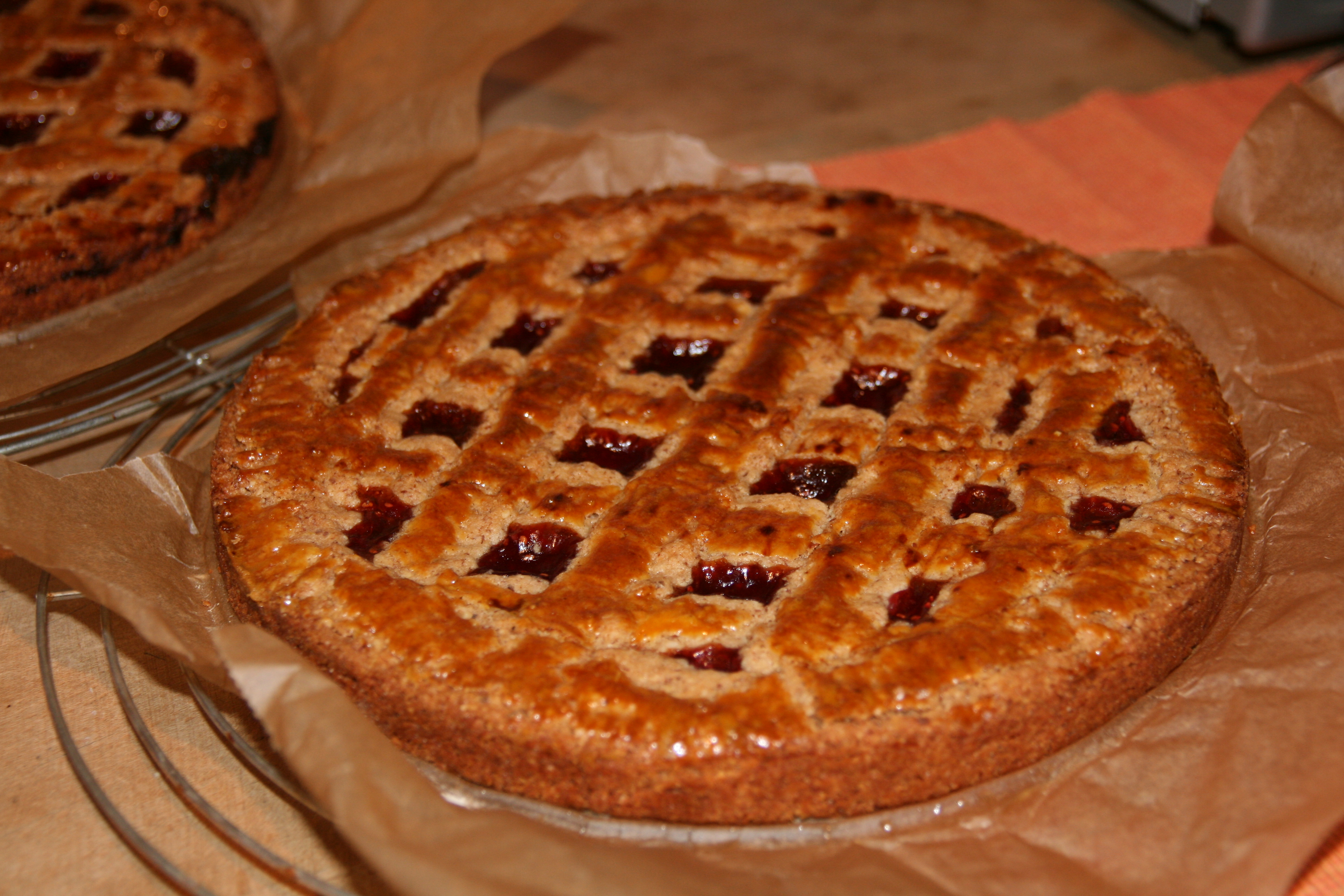
Bánh torte Linz với lớp lưới đặc trưng
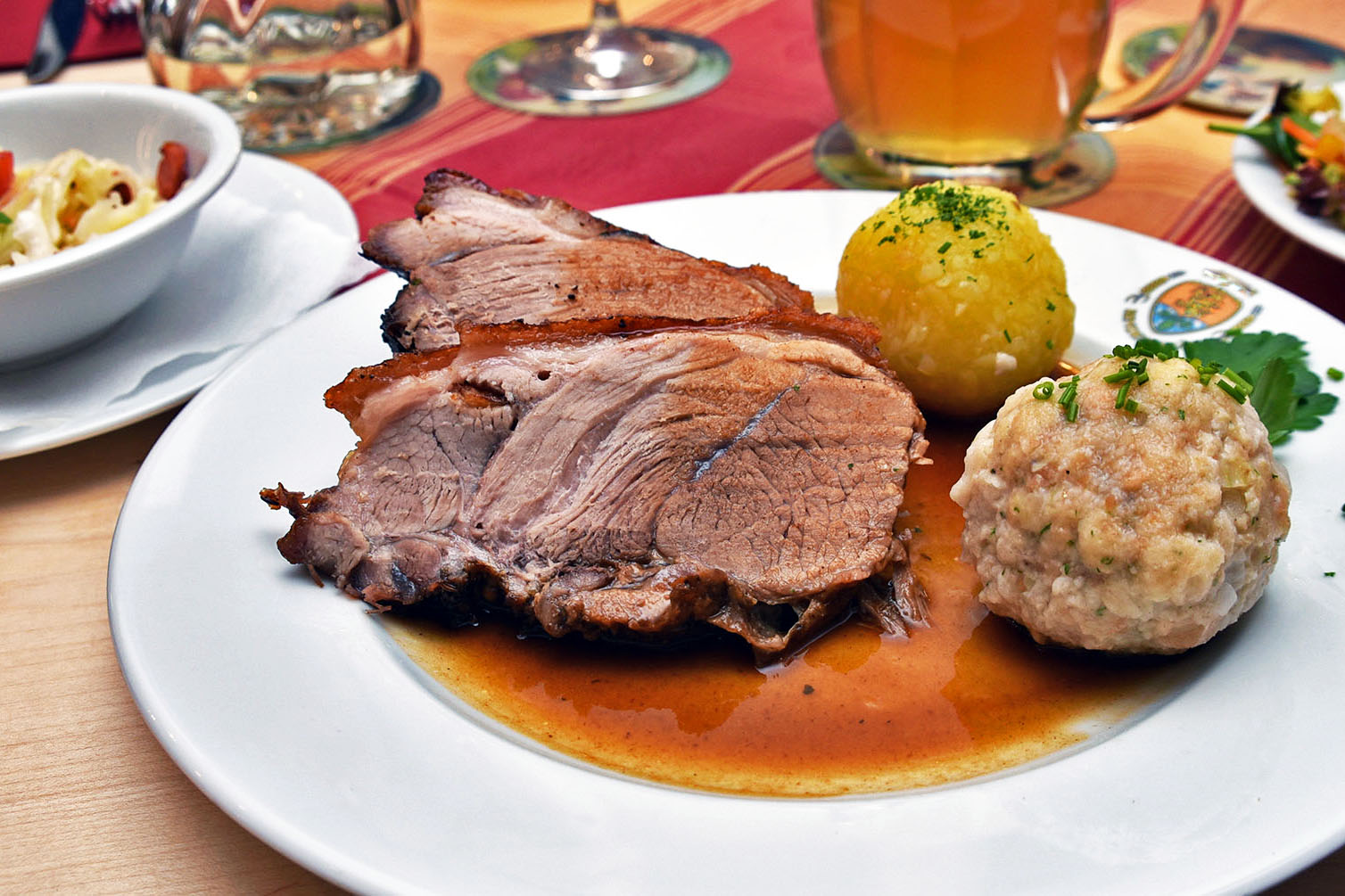
Thịt heo quay với bánh bao Knödel
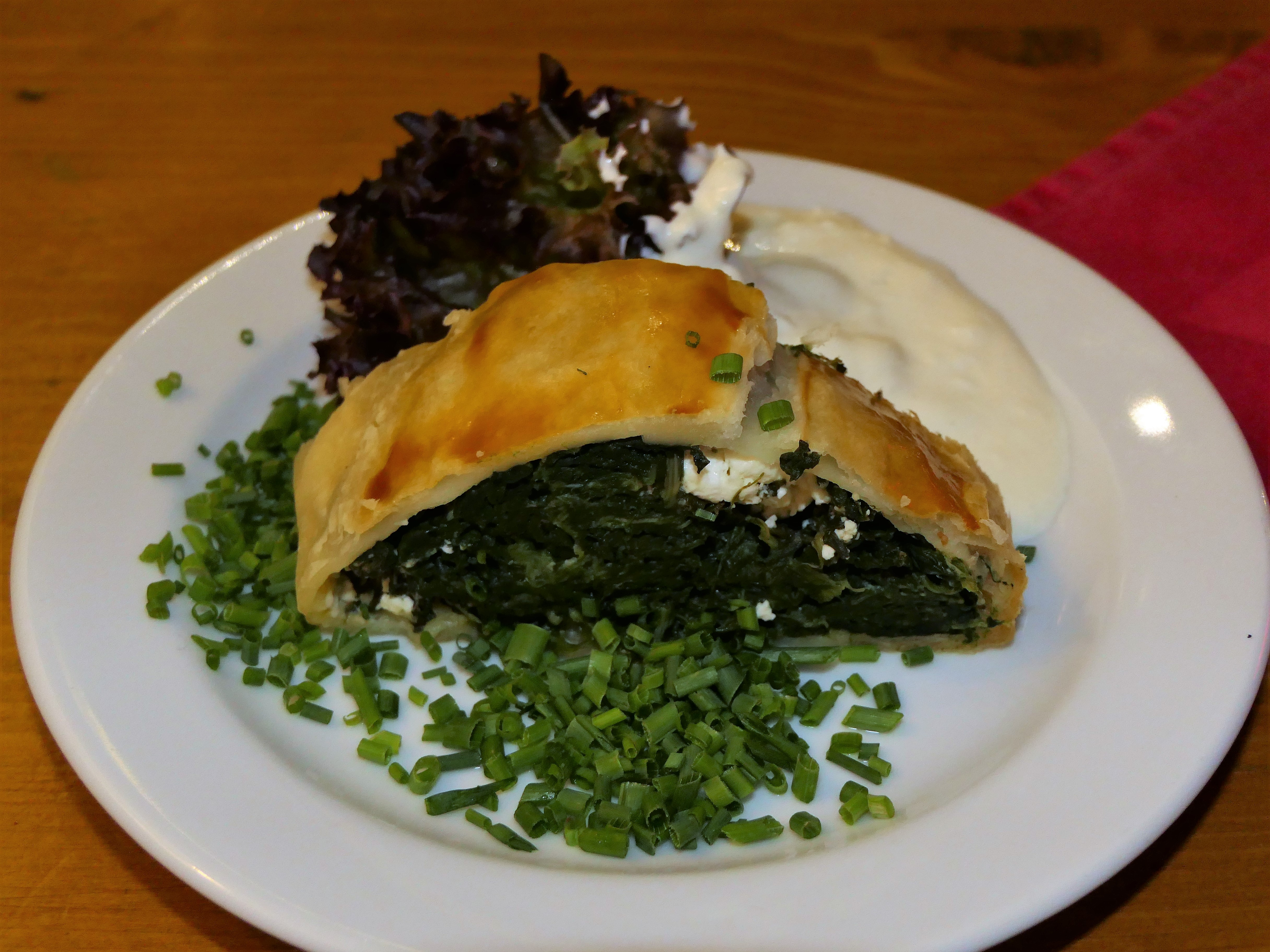
Strudel rau bina
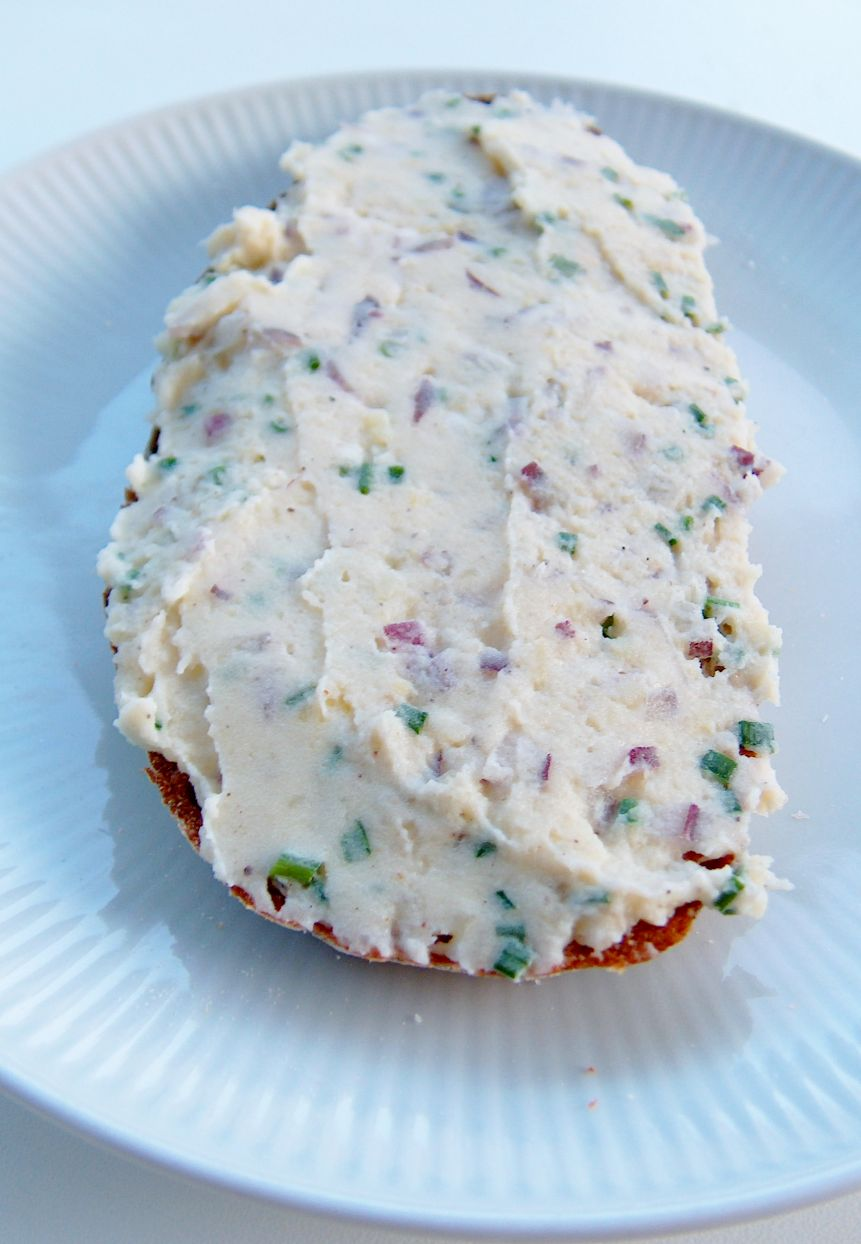
Phô mai khoai tây erdäpfelkäs với hành tím và hẹ

### Sự kiện thường niên
- Lễ hội Ars Electronica: Lễ hội Ars Electronica là một lễ hội dành cho nghệ thuật truyền thông diễn ra hàng năm ở Linz kể từ năm 1986 và bao gồm các cuộc triển lãm, hòa nhạc, biểu diễn, hội thảo và can thiệp vào việc thay đổi chủ đề diễn ra ở các môi trường công cộng như nhà thờ và hội trường công nghiệp. Các sự kiện tập trung vào nghệ thuật, công nghệ và xã hội và mối liên hệ giữa chúng. Vào năm 2015, khoảng 92.000 du khách đã tham dự Lễ hội Ars Electronica.[62] Chủ đề năm 2016 là "RADICAL ATOMS và các nhà giả kim của thời đại chúng ta".[63] Năm 2017, lễ hội diễn ra với chủ đề "Trí tuệ nhân tạo - Bản ngã thay thế".[64] Lễ hội diễn ra ở các không gian công cộng khác nhau và được coi là cuộc đối đầu giữa và trong phạm vi công cộng.[65]
- Lễ hội hài đen: Cứ hai năm một lần vào tháng 5, lễ hội hài đen phuc vu khách từ khắp châu Âu diễn ra tại Posthof ở Linz. Lễ hội gần đây nhất là vào tháng 5 năm 2017 (04.-24 tháng 5) đại diện cho các buổi biểu diễn từ Ý, Thụy Điển, Đức và Tây Ban Nha.[66]
- Bubble Days: Bubble Days đã diễn ra hàng năm vào tháng 6 kể từ năm 2011 và được tổ chức bởi tập thể sáng tạo địa phương LI.K.I.DO. Trong thời gian diễn ra sự kiện, một số chương trình thể thao mạo hiểm như biểu diễn hàng không và cuộc thi lướt ván ca nô, Red Bull WAKE OF STEEL, diễn ra tại bến cảng Linz. Ngoài ra, còn có một số triển lãm nghệ thuật và biểu diễn nhạc sống. Du khách có thể khám phá bến cảng bằng các chuyến tham quan bằng thuyền có mái chèo hoặc thuyền kayak. Năm 2013, Bubble Days co tổng cong 12.000 lượt khách tham dự.[67]
- Christkindlmärkte: Chợ Giáng sinh ở Hauptplatz và Volksgarten.[68]
- Liên hoan phim xuyên châu Âu: Từ năm 2004, liên hoan phim này diễn ra hàng năm tại Linz. Có tổng cộng 9.000 du khách trong năm đầu tiên, Liên hoan phim Xuyên Châu Âu lần thứ 10 vào năm 2014 đã thu hút hơn 20.000 người; 184 phim truyện, phim tài liệu và phim ngắn của 37 quốc gia đã được trình chiếu. Các buổi chiếu phim đi kèm với triển lãm, tọa đàm và biểu diễn nhạc sống ("Nightline"). Hiện có tám giải thưởng khác nhau đã giành được tại Liên hoan phim Xuyên Châu Âu ở các hạng mục như "Giải thưởng dành cho khán giả CHÂU ÂU", "GIẢI THƯỞNG FEDEORA dành cho Phim tài liệu Châu Âu" và "GIẢI THƯỞNG CHÂU ÂU dành cho nghệ sĩ địa phương".[69]
- Donau in Flammen (Danube đang cháy): Pháo hoa âm nhạc hàng năm từ tháng 6 đến tháng 8 ở Thượng Áo bên bờ sông Danube, kèm theo một chương trình hỗ trợ rộng rãi.[70]
- Festival der Regionen (Lễ hội các vùng): Lễ hội các vùng tập trung vào nghệ thuật và văn hóa đương đại của địa phương và diễn ra vào mỗi năm thứ hai tại các địa điểm khác nhau trên khắp vùng Thượng Áo. Nó diễn ra lần đầu tiên vào năm 1993 và được dành riêng cho các chủ đề khác nhau như "bên kia", "khu vực cận biên" hoặc "bình thường".[71]
- Höhenrausch: Höhenrausch là một dự án nghệ thuật thường niên được phát triển vào năm 2009. Là một phần của DonauArt, một dự án văn hóa liên thể chế, Höhenrausch 2018 với phương châm "Bãi biển khác". Yếu tố nước được thực hiện bởi các nghệ sĩ quốc tế với định nghĩa bờ là trọng tâm của khám phá nghệ thuật. Không gian và địa điểm đa dạng là điểm nhấn của dự án này.[72]
- Brucknerfest quốc tế: Sau khi khai trương phòng hòa nhạc "Brucknerhaus" ở Linz ba năm trước đó, Brucknerfest quốc tế diễn ra lần đầu tiên vào năm 1977. Trong khi hai lần đầu tiên, lễ hội chỉ dành riêng cho âm nhạc cổ điển nói chung và các tác phẩm của Anton Bruckner nói riêng nhưng điều này đã thay đổi vào năm 1979 khi Brucknerfest quốc tế, lễ hội Ars Electronica và "Klangwolke" (đám mây âm thanh) hiện đánh dấu sự khởi đầu của Brucknerfest được hợp nhất để tạo ra một lễ hội xứng tầm với những lễ hội ở Vienna và Salzburg. Diễn ra hàng năm trong ba tuần vào tháng 9/tháng 10, nó khép lại mùa lễ hội ở Áo.[73][74]
- Kinderfilmfestival (Liên hoan phim dành cho trẻ em): Liên hoan phim thiếu nhi quốc tế được tổ chức bởi Kinderfreunde Oberösterreich. Phim được chiếu bằng phiên bản gốc trong khi được đồng bộ hóa trực tiếp bởi một diễn viên. Lễ hội lần thứ 29 được cho là sẽ diễn ra vào tháng 11 năm 2017.[75]
- Kinderkulturwoche (Tuần văn hóa thiếu nhi): Tuần văn hóa thiếu nhi đã diễn ra thường xuyên từ năm 2013 với các vở kịch, hội thảo, các khóa học giới thiệu cho trẻ em và thanh thiếu niên.[76]
- Klangwolke (Đám mây âm thanh): Được tạo ra như một liên kết giữa Lễ hội Ars Electronica và Lễ hội Brucknerfest quốc tế, sự kiện âm nhạc đa phương tiện ngoài trời này diễn ra hàng năm vào đầu tháng 9 tại Donaupark ven sông ở Linz. Nó miễn phí và thu hút khoảng 110.000 người vào năm 2013. Ngày nay, có ba "Đám mây âm thanh" khác nhau, Klangwolke được hình dung hóa, trong đó âm nhạc hiện đại (hầu hết là các tác phẩm được đặt hàng) được dàn dựng bằng tia laser, chiếu video, pháo hoa, tàu, cần cẩu, bóng bay, v.v., Klangwolke cho trẻ em (từ năm 1998) và Klangwolke cổ điển.
- Linzfest: Lễ hội ngoài trời này đã diễn ra ở Linz kể từ 1990. Nó được tài trợ bởi thành phố Linz và một số nhà tài trợ khác, được tổ chức cho công chúng ở mọi lứa tuổi với sự hợp tác của các tổ chức văn hóa địa phương. Lễ hội có một chủ đề khác nhau hàng năm (lần cuối cùng vào năm 2014 là "Cũ là mới của mới") và bao gồm các buổi hòa nhạc, sân khấu, khiêu vũ, hài kịch, nghệ thuật trong không gian công cộng, nghệ thuật ẩm thực, văn học và các bữa tiệc, tất cả phù hợp với chủ đề chung của sự kiện. Nó được tổ chức tại "Donaupark", một khu vực công viên rộng nằm cạnh sông Danube còn được gọi là "Donaulände" hoặc "Kulturmeile".[77]
- Giai Marathon Linz được tổ chức hàng năm vào tháng 4 và thu hút hơn 15.000 người tham gia và khoảng 100.000 khán giả vào năm 2013.[78]
- Pflasterspektakel: Lễ hội diễn ra hàng năm kể từ năm 1986 tại trung tâm thành phố Linz và bao gồm các tiết mục âm nhạc, tung hứng, nhào lộn, kịch câm, sân khấu ngẫu hứng, hề, múa lửa, vẽ tranh, diễu hành samba cũng như chương trình dành cho trẻ em. Với khoảng 250.000 du khách (2014), lễ hội là một trong những lễ hội nghệ thuật đường phố lớn nhất Châu Âu; Lễ hội lần thứ 28 có 300 nghệ sĩ đến từ 36 quốc gia khác nhau.[79]
- Stadtfest (Lễ hội thành phố) được tổ chức hàng năm vào tháng 8 tại nội thành Linz. Lễ hội kéo dài ba ngày có các buổi biểu diễn nhạc sống theo nhiều phong cách khác nhau, mỗi phong cách âm nhạc được thể hiện trên một sân khấu khác nhau. Các buổi hòa nhạc được tổ chức bởi các nghệ sĩ trong nước và quốc tế. Mỗi năm có khoảng 100.000 người tham gia sự kiện này.
- Urfahraner Märkte: Những hội chợ này được tổ chức hai lần mỗi năm (một lần vào mùa xuân, một lần vào mùa thu) ở Urfahr ở phía bắc sông Danube. Chúng có công viên vui chơi (với tàu lượn siêu tốc và vòng đu quay) và một khu chợ (với các sản phẩm thực phẩm từ nông dân địa phương và trong khu vực) và thu hút khoảng 500.000 người.

### Các tổ chức và địa điểm văn hóa khác
- Kho lưu trữ thành phố Linz: bộ sưu tập các tài liệu quan trọng của thành phố Linz, trình bày lịch sử thị trấn Linz
- Atelierhaus Salzamt: không gian sống và làm việc của các nghệ sĩ, có các triển lãm liên tục.
- Vườn bách thảo: có khoảng 100.000 lượt khách mỗi năm; có chương trình mùa hè gồm các tiết mục ca nhạc, các bài đọc và các buổi biểu diễn khiêu vũ
- Donaupark Linz: chứa các tác phẩm điêu khắc của các nghệ sĩ trong nước và quốc tế như Herbert Bayer, Max Bill và David Rabinowitch. Ý tưởng ban đầu của dự án này được gọi là 'diễn đàn metall' của Helmuth Gsöllpointner và Peter Baum, lấy Linz làm hình mẫu như một đô thị nghệ thuật với các tác phẩm điêu khắc tượng trưng cho sự kết hợp giữa nghệ thuật và kinh tế.
- Trung tâm thiết kế Linz: trung tâm hội nghị và triển lãm hiện đại
- Đài thiên văn Johannes Kepler: mở cửa vào năm 1983
- Kinderkulturzentrum Kuddelmuddel: nhà hát dành cho trẻ em có nhà trẻ
- KUBA Jugendkultur: tổ chức văn hóa dành cho thanh thiếu niên và thanh niên do Verein Jugend und Freizeit thành lập, một hiệp hội dành cho thanh thiếu niên và thanh niên quan tâm đến văn hóa
- Kulturhaus Reiman: địa điểm tổ chức các buổi hòa nhạc, nhà hát trẻ và quán rượu
- Kulturzentrum Hof: tổ chức văn hóa có các buổi hòa nhạc theo các phong cách âm nhạc khác nhau, biểu diễn tạp kỹ, sân khấu, các buổi đọc sách và nhiều hội thảo khác nhau. Kulturzentrum Hof cố gắng thu hút những phong cách nghệ thuật không chính thống.
- Kunstraum Goethestrasse: được thành lập vào năm 1998, nó là một địa điểm cho nghệ thuật đương đại
- Landeskulturzentrum Ursulinenhof: Ursulinenhof có các tổ chức văn hóa và là một địa điểm văn hóa (trình bày, ví dụ như triển lãm và tổ chức các buổi đọc và biểu diễn sân khấu) và một trung tâm báo chí và sự kiện.
- Mural Harbour: Trọng tâm chính của Hiệp hội Văn hóa Mural Harbour là graffiti và tranh tường đương đại. Các nghệ sĩ trong nước và quốc tế đến từ Đức, Serbia, Hy Lạp, Tây Ban Nha, Brazil, Venezuela, Mỹ hoặc Úc đã tham gia vào dự án này. Có những tour du lịch đưa du khách đến gần hơn với nghệ thuật graffiti bằng du thuyền trên sông. Vào cuối mỗi chuyến tham quan, bạn có cơ hội tham dự một hội thảo về graffiti.[80]
- Tabakfabrik: địa điểm tổ chức triển lãm và các sự kiện âm nhạc. Trong khoảng bốn thập kỷ, Gerhard Haderer, một họa sĩ vẽ tranh biếm họa từ Linz đã chỉ trích và vạch mặt những kẻ ngoan ngoãn trong xã hội của chúng ta. Dự án gần đây nhất của anh ấy có tựa đề "Schule des Ungehorsams" ("Trường phái của sự bất tuân") là một lời kêu gọi tất cả những người can thiệp nhằm góp phần định hình xã hội của chúng ta, khiến chúng ta suy ngẫm về sự không vâng lời một cách vui tươi. Nó sẽ được tổ chức tại Tabakfabrik (nhà máy thuốc lá) ở Linz và chính Haderer sẽ là người gác cổng. Các hoạt động được lên kế hoạch sẽ bao gồm triển lãm, đọc trước công chúng, xuất bản, bài giảng và hội thảo.[81]

### Kỷ niệm năm 2018
Dự án "Linz 1938/1918" bắt đầu vào ngày 29 tháng 6 năm 2018 để kỷ niệm 100 năm thành lập nước Cộng hòa (1918) và 80 năm "liên minh chính trị" (1938). Với việc lắp đặt này trong không gian công cộng được trình bày ở trung tâm thành phố, Linz hoàn thành trách nhiệm và cam kết duy trì hòa bình với tuyên bố của mình, góp phần giải quyết quá khứ. Ý tưởng là tiếp cận những người có ít mối quan hệ với những năm 1918 hoặc 1938.

## Các trường cao đẳng và đại học
- Đại học Johannes Kepler Linz nằm ở phía đông bắc Linz, có các khoa luật, kinh doanh, khoa học xã hội, kỹ thuật và khoa học; khoảng 19.170 sinh viên (2016/2017) đang theo học. Một nhánh phụ của trường đại học cũng như một Fachhochschule cho nhiều nghiên cứu máy tính có liên quan, (bách khoa) nằm 20 dặm (32 km) về phía bắc của Linz tại thị trấn nhỏ của Hagenberg im Mühlkreis.
- Đại học Nghệ thuật và Thiết kế Linz, một trường công lập về nghệ thuật và thiết kế công nghiệp; có 1.328 sinh viên (2016/2017)
- Fachhochschule Oberösterreich, Campus Linz; 879 sinh viên (2017/2018)
- Đại học tư thục Anton Bruckner về âm nhạc, diễn xuất và khiêu vũ; 871 sinh viên (2017/2018)
- Cao đẳng giáo dục Oberösterreich; xấp xỉ 3.000 sinh viên
- Cao đẳng giáo dục Giáo phận Linz
- Đại học Tư thục Công giáo Linz; 341 sinh viên (2017/2018), có khoa Giáo hoàng từ năm 1978
- Trường Kinh doanh Áo LIMAK
- KMU Akademie AG (Đại học Middlesex London)

Trong số các trường trung học ở Linz có Trường quốc tế Auhof Linz (LISA), nó là một trong bốn trường cấp bằng IB (Bằng Tú tài Quốc tế) ở Áo. Tiếng Anh là ngôn ngữ chính để giảng dạy tại trường.

## Hoạt động giải trí

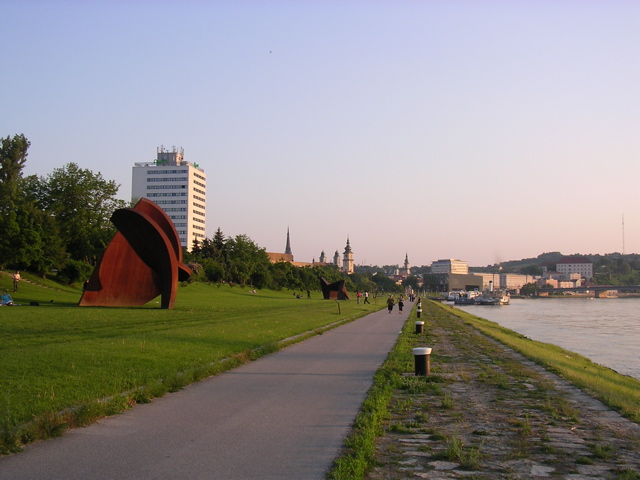
Donaulände

### Công viên và vườn

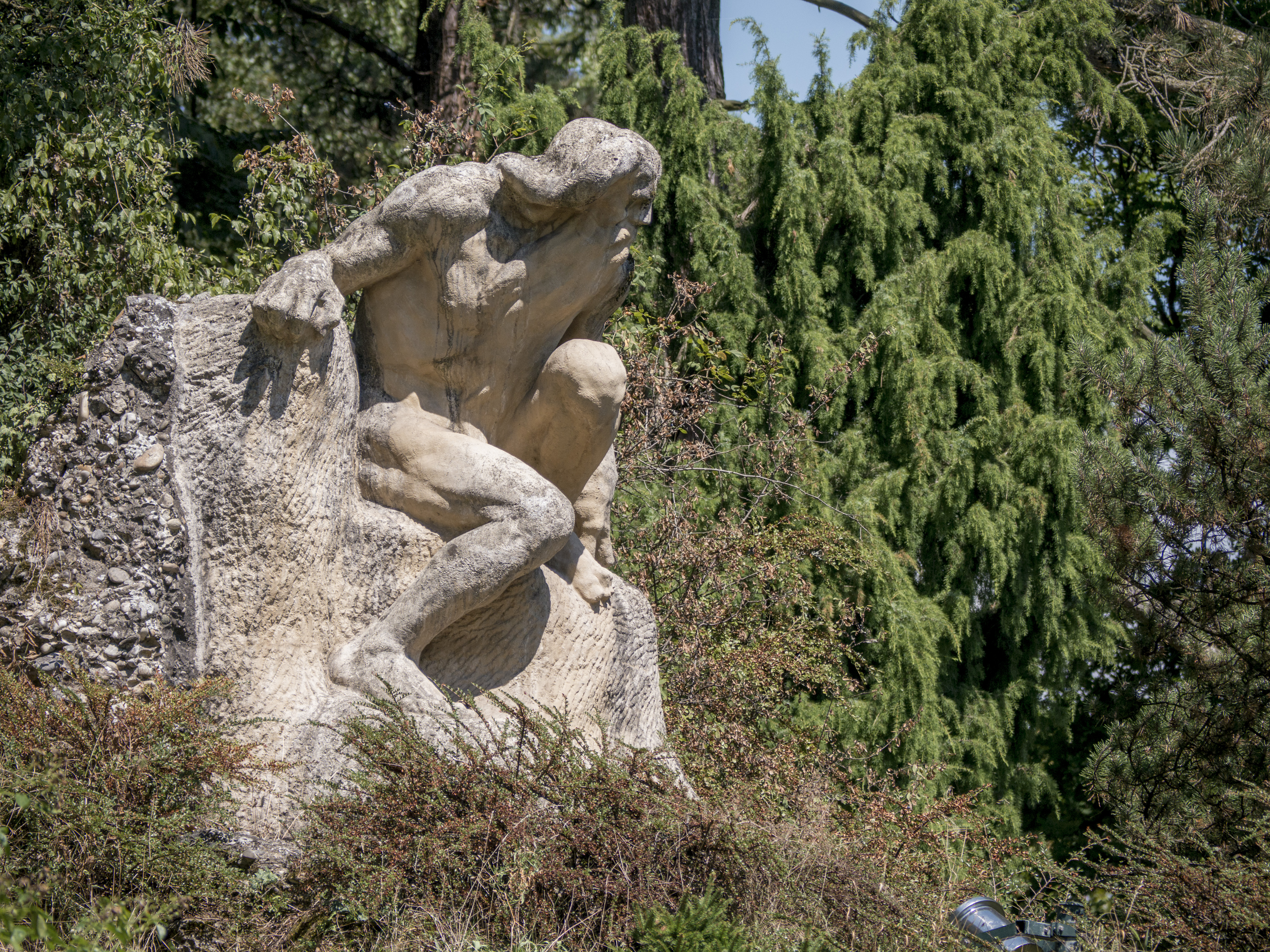
Một tác phẩm điêu khắc tại công viên Bauernberg.

Linz có nhiều công viên và khu nghỉ mát: Hồ và bể bơi công cộng: Pichlinger See, Pleschinger See, Weikerlsee, Biesenfeldbad, Hummelhofbad, Parkbad, Schörgenhubbad. Một trong những bể bơi công cộng đầu tiên là "Fabriksarm" trước đây, một nhánh của sông Danube (từ Parkbad đến Winterhafen) được lấp vào năm 1890. Sau đó, một ngôi nhà tạm tại "Obere Donaulände" được xây dựng, tồn tại cho đến khi có trận lụt năm 1954. Năm 1901, "Städtische Schwimmschule" (trường dạy bơi thành phố) được xây dựng tại vị trí của Parkbad trước đây.
- Botanischer Garten: Khoảng 100.000 du khách bị thu hút bởi Botanischer Garten, khiến nó trở thành một trong những điểm tham quan được ghé thăm nhiều nhất của thành phố kể từ năm 1952. Tọa lạc tại Bauernberg, rộng 4,2 ha, Botanischer Garten nổi bật bởi thiết kế hài hòa, sự phong phú của các loài thực vật (khoảng 8.000 loại hình khác nhau trong văn hóa) và chương trình sự kiện và văn hóa đa chiều.
- Donaulände hay "Lände": công viên công cộng trên sông Danube giữa Lentos và Brucknerhaus. Vào mùa hè, Donaulände là điểm hẹn chung của những người trẻ sống ở Linz. Nó cũng là nơi tổ chức Klangwolke Linz.
- Freinberg: một công viên công cộng được các gia đình và người chạy bộ thường xuyên lui tới.
- Pfenningberg: Pfenningberg là một phần của vành đai xanh phía đông bắc hướng tới Steyregg. Nó có tầm nhìn tuyệt đẹp ra cảng và khu đất của VÖEST.
- Wasserwald: Công viên Lớn (khoảng 1 km2 (0,39 dặm vuông Anh)) ở phía nam Linz. Công viên nằm ở quận Kleinmünchen, nơi có các công trình nước lớn. Những du khách thường xuyên nhất là những người đi bộ, chạy bộ, đi dạo kiểu Bắc Âu và những người nuôi chó, những người thích không khí bình dị của công viên. Công viên có vỉa hè được bảo dưỡng tốt, sân chơi, hai đồi trượt băng, đường mòn tập thể dục, đường chạy và công viên dành cho người cao tuổi với cờ vua. Ngoài ra, có hai nhà vệ sinh công cộng.
- Công viên Stadtpark: Vào ngày 22 tháng 8 năm 2003, Công viên Thành phố Linz mới giữa Huemer-, Museum-, Noßberger- và Körnerstraße chính thức được khai trương. Với diện tích cây xanh 10.807 m2, đây là công viên nội khu lớn thứ hai. Thành phố Linz đã mua lại khu vực này do một cuộc trao đổi với dịch vụ bưu chính Áo. Ngoài Công viên Schiller vào năm 1909, không có công viên mới mở nào có quy mô như thế này ở trung tâm Linz.
- Landschaftspark Bindermichl-Spallerhof: Trong giai đoạn đầu tiên thành lập khu vực rộng 8,3 diện tích, nối lại các quận Bindermichl và Spallerhof, tỉnh Thượng Áo chịu trách nhiệm mở rộng công viên. Công viên thay thế đường cao tốc đô thị chạy ngầm trong khu vực này từ năm 2006. Các lối đi cũ được thiết lập lại và cho đến giữa năm 2007, những người làm vườn của thành phố đã thiết kế thành công viên mới với 550 cây và nhiều loại cây bụi, cây lâu năm và thảm hoa.
- Sở thú Linz: Sở thú Linz nằm ở Pöstlingsberg và là nơi sinh sống của khoảng 600 động vật từ 110 loài khác nhau trên diện tích 4 mẫu Anh (2 ha). Trong những năm gần đây, lượng khách đến sở thú đã tăng liên tục. Năm 2014, khoảng 132.000 du khách đã đến thăm sở thú Linz.

Khu nghỉ mát trượt tuyết Kirchschlag nằm cách Linz 15 km về phía bắc và có ba thang máy đưa khách lên đỉnh trượt tuyết: Hauslift, Waldlift hoặc Babylift. Các tính năng đặc biệt của khu trượt tuyết bao gồm "Tuyến Tôi nhanh như thế nào" tự động đo thời gian hoặc trượt tuyết ban đêm. Khu trượt tuyết này cũng có đường trượt tuyết băng đồng dài 2 km, sân trượt băng và sân trượt băng tự nhiên.
Đặc biệt là trong các khu vực nội đô được xây dựng dày đặc, các công viên nhỏ hơn rất quan trọng đối với người dân Linz, các công viên đóng vai trò như ốc đảo xanh. Các công viên nhỏ này thường nằm dọc theo trục chính của trung tâm thành phố Linz, đường cao tốc. Đây là một mặt của Công viên Landhaus, đã được thiết kế lại như một phần của công trình xây dựng bãi đậu xe ngầm cho đến năm 2009, nhờ đó, những cây cổ thụ vẫn được bảo tồn. Ngoài ra, Hessenplatz hay — công viên nằm ở trung tâm thành phố Linz. Hessenplatz là trung tâm của Neustadtviertel vào năm 1884. Ngay gần đường cao tốc, Công viên Schiller nằm ở vị trí của Trainkaserne vào năm 1909 và Volksgarten, được tạo ra vào năm 1829 bởi một doanh nhân và được thành phố mua lại vào năm 1857.

### Donausteig
Các Donausteig là một đường mòn không nằm trong vùng Alps Áo-Bayern dài 450 km (280 dặm) từ lâu và được chia thành 23 đoạn. Kể từ mùa hè năm 2010, nó chủ yếu dẫn dọc theo cả hai bờ sông Danube, từ Passau qua Linz và St. Nikola đến Grein. Đường mòn chủ yếu chạy qua thiên nhiên và dẫn đến một số điểm quan sát.

### Tham quan bến cảng
Từ cuối tháng 4 đến đầu tháng 10, Tàu Thiết kế "MS Linzerin" cung cấp một chuyến tham quan bến cảng trong 100 phút — ba lần một ngày (từ Thứ Ba đến Chủ Nhật). Điểm bắt đầu của chuyến tham quan là Donaupark Linz và chuyến tham quan đi dọc theo Kulturmeile Linz, qua Brucknerhaus và kết thúc tại cửa sông ÖSWAG Schiffswerft Linz.

### Stadt-Wald Linz
Linz xếp trên Graz trong bảng xếp hạng khu vực rừng đô thị dù chỉ có 500 ha thuộc sở hữu của chính thành phố. Chúng được quản lý và duy trì bền vững với 87 ha có thể sử dụng, 46 ha bảo vệ, 30 ha giải trí và 353 ha chức năng phúc lợi. Cái sau đại diện cho chức năng chính của Wald Linz. 18% thành phố, với tổng diện tích 96 km2 (37 dặm vuông Anh) là rừng và chiếm tới 1,724 ha (4,26 mẫu Anh) rừng, nhiều hơn 74 ha (180 mẫu Anh) so với năm 2004. Đây là lý do tại sao nó được gọi là Stadt-Wald, thành phố-rừng.

## Thể thao
Có 302 Câu lạc bộ thể thao ở Linz. 224 trong số đó là một bộ phận của ba tổ chức bao trùm lớn ASKÖ (108 Câu lạc bộ với khoảng 48.500 thành viên), UNION (67 câu lạc bộ với khoảng 40.500 thành viên) và ASVÖ (49 câu lạc bộ với khoảng 19.000 thành viên). Một trong những câu lạc bộ nổi tiếng hơn là LASK - họ đã chuyển đến Paschinger Waldstadion trong thời gian chờ đợi - cũng như "SK VÖEST Linz" - bây giờ được gọi là Blau-Weiß. Hơn nữa, sự nổi tiếng của câu lạc bộ khúc côn cầu trên băng "EHC Black Wings Linz" đã tăng lên, đặc biệt là sau khi họ giành chức vô địch trong các mùa giải 2002/03 và 2011/12.
EHC Black Wings Linz chơi khúc côn cầu trên băng chuyên nghiệp tại giải Eishockey Liga Ngân hàng Erste.
Generali Ladies Linz là giải quần vợt WTA Tour hàng năm được tổ chức tại TP.

## Sinh ở Linz

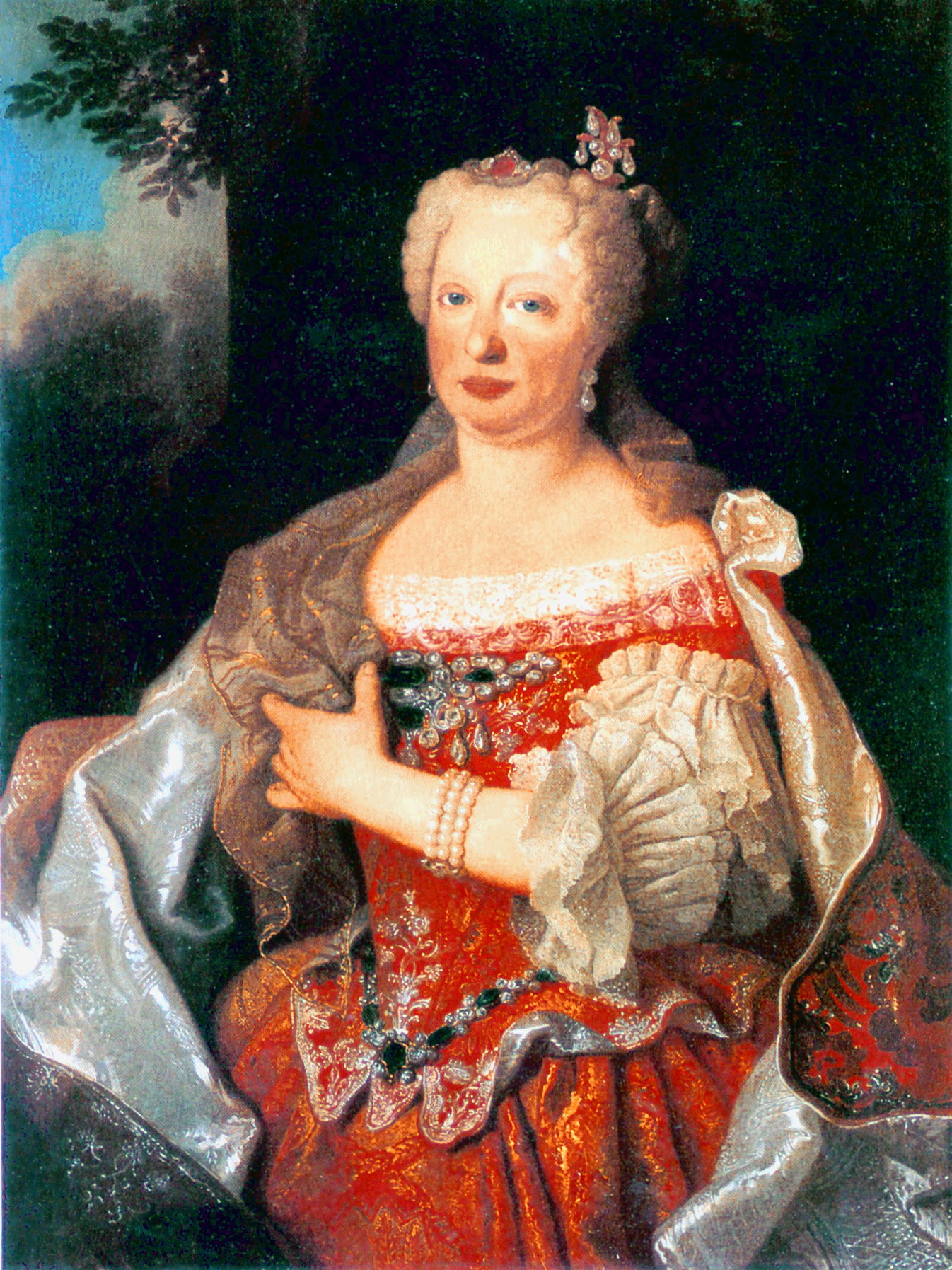
Maria Anna của Áo vào khoảng năm 1729

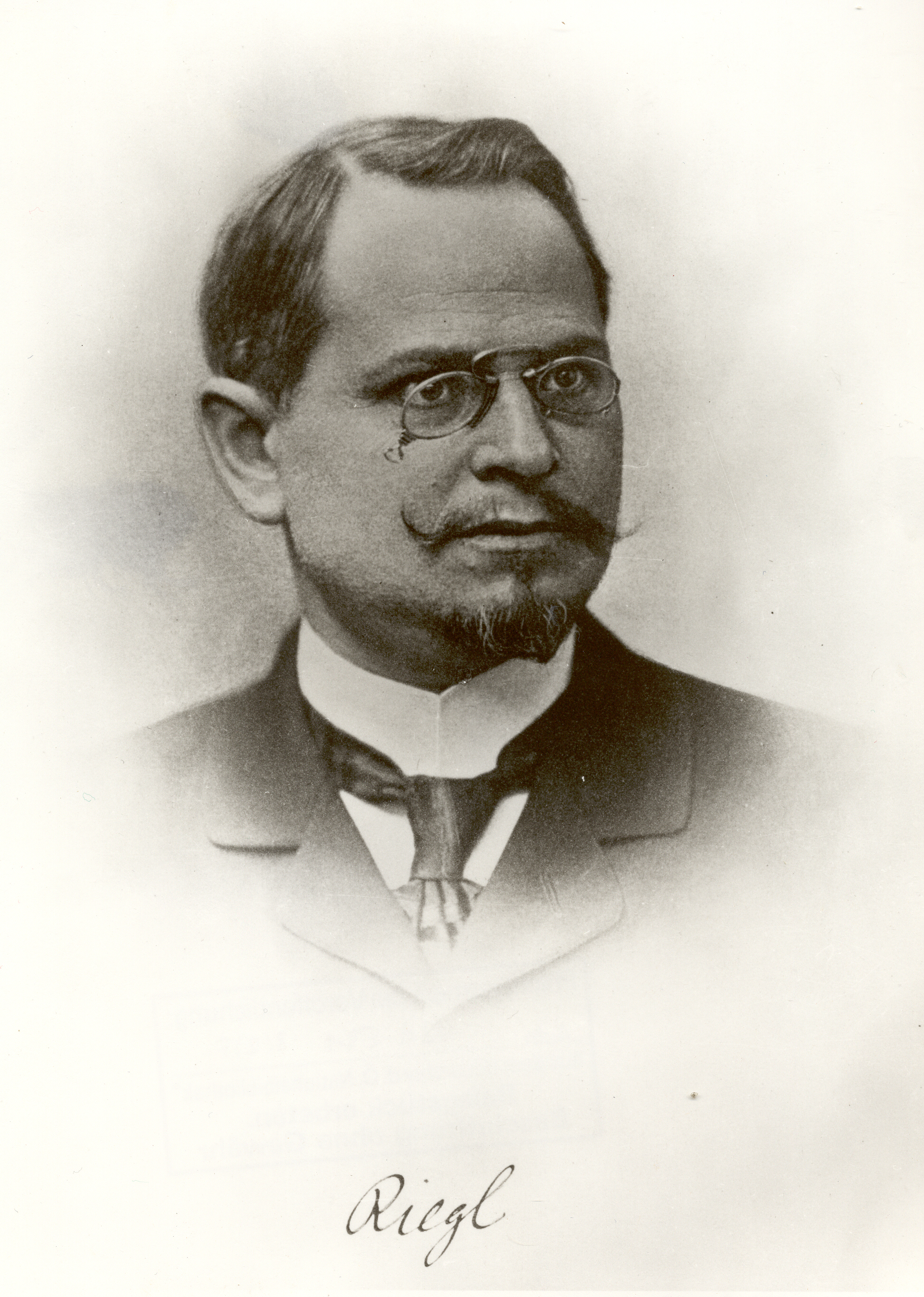
Alois Riegl vào khoảng năm 1890

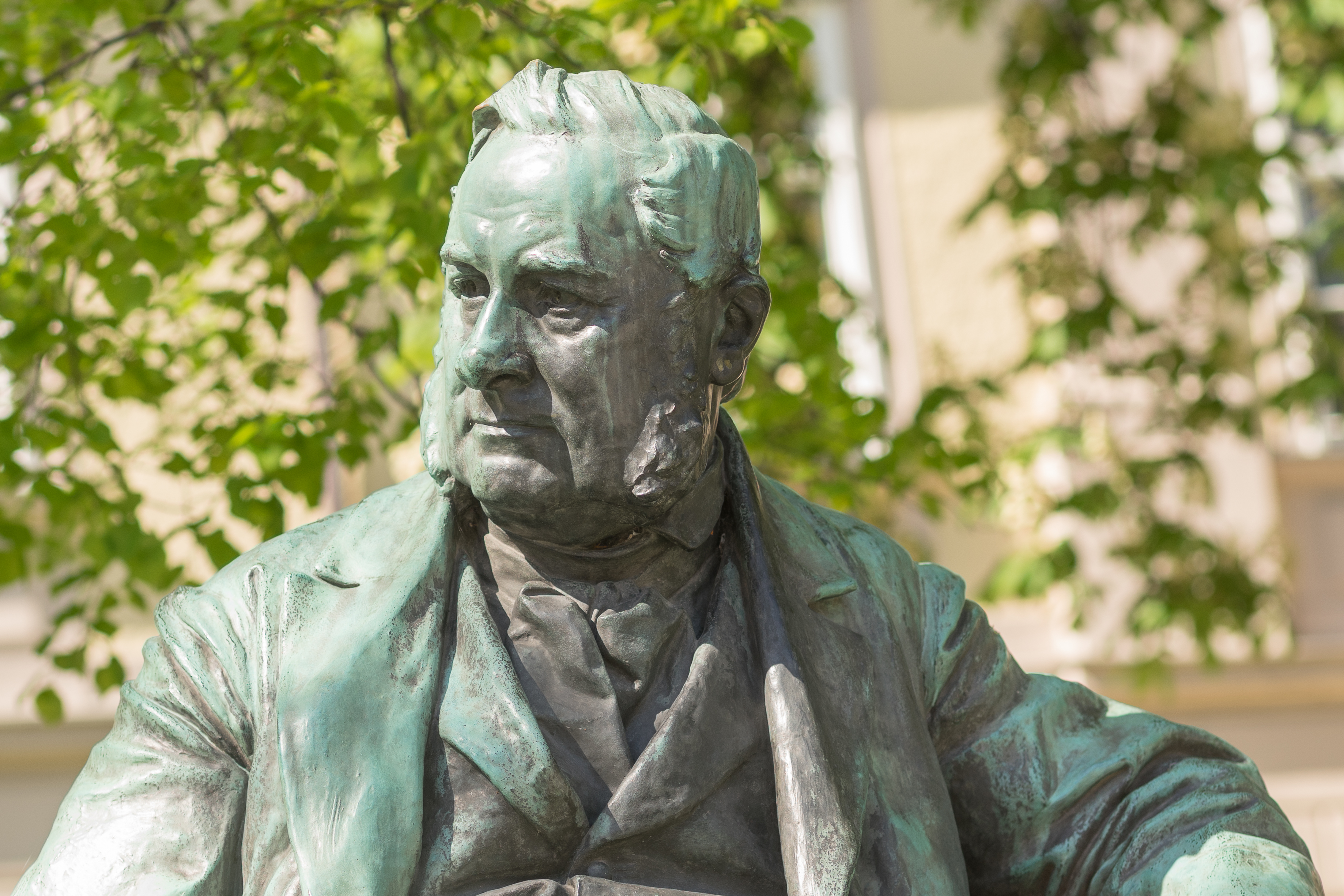
Tượng đài Adalbert Stifter tại Promenade.

- Paul Achleitner (sinh năm 1956), chủ ngân hàng và doanh nhân
- Maria Anna của Áo (1683-1754), Vương hậu Bồ Đào Nha
- Hermann Bahr (1863-1934) nhà văn, nhà viết kịch, đạo diễn, và nhà phê bình
- Frederic "Fritz" Austerlitz (1868) cha đẻ của Fred Astaire[86]
- Sybille Bammer (sinh năm 1980), vận động viên quần vợt
- Fritz Eckhardt (1907–1995), diễn viên, đạo diễn và nhà văn
- Waltraut Cooper (sinh 1937) nghệ sĩ
- Frank Elstner (sinh năm 1942), người dẫn chương trình trên truyền hình Đức
- Marcus Füreder (sinh năm 1974), nhà sản xuất, DJ
- Valie Export (sinh năm 1940), nghệ sĩ
- Kurt Hentschlager (sinh năm 1960), nghệ sĩ thị giác
- Igo Hofstetter (1926–2002), nhà soạn nhạc
- Irene Kepl (sinh năm 1982), nghệ sĩ vĩ cầm và nhà soạn nhạc người Áo
- Anton Koschany (sinh năm 1953), nhà sản xuất tin tức người Canada của kênh W5
- Mateo Kovačić (sinh năm 1994), cầu thủ bóng đá người Croatia
- Marco Krainer (sinh năm 1981), đầu bếp chuyên nấu món Áo và đầu bếp trên truyền hình có mối quan hệ với Hoa Kỳ
- Hans Kronberger (1920–1970), nhà vật lý hạt nhân
- Vera Lischka (sinh năm 1977), vận động viên bơi ếch và chính trị gia
- Birgit Minichmayr (sinh năm 1977), nữ diễn viên
- Ida Pellet (1838–1863), nữ diễn viên
- Shlomo Sand (sinh 1946) Giáo sư lịch sử tại Đại học Tel Aviv và tác giả của cuốn sách gây tranh cãi "Phát minh của người Do Thái"
- Alois Riegl (1858-1905) nhà sử học nghệ thuật
- Franz Schumann (sinh năm 1960), đô vật chuyên nghiệp
- Herbert Joachim Slojewski (sinh năm 1946), giáo sư văn học Mỹ và Anh, nhà viết kịch, nhà phê bình, người ham sách
- Richard Tauber (1891-1948) tenor
- Herwig van Staa (sinh 1942) cựu thống đốc Tyrol
- Christina Stürmer (sinh năm 1982), ca sĩ nhạc pop / rock người Áo
- Elisabeth Theurer (sinh 1956) nữ vận động viên cưỡi ngựa
- Fritz von Thurn und Taxis (sinh năm 1950), vận động viên thể thao người Áo
- Franz Welser-Möst (sinh năm 1960), giám đốc âm nhạc của Cleveland Orchestra và Nhà hát Opera Vienna
- Othmar Wessely (1922–1998), nhà âm nhạc học
- Richard Link (sinh 1951) nhà không gian, nhà khoa học Canada
- Helmut Wiesinger (sinh 1952) diễn viên, tác giả và đạo diễn sân khấu
- Christoph Reisinger (sinh 1977) nhà toán học Đại học Oxford
- Thomas Marban (sinh 1979) doanh nhân

Sinh sống ở Linz:
- Doug Hammond (sinh ở Tampa, Florida, 1942) nhạc sĩ.[87]
- Klaus von Pervulesko (sinh ở Innsbruck, 1945) diễn viên.[88]
- Andrew Edge (sinh ở Leeds, Anh, 1956) nhạc sĩ.[89]
- Adalbert Stifter (1805, Oberplan - 1868, Linz), nhà văn

## Quan hệ quốc tế

### Thị trấn song sinh — thành phố kết nghĩa
Linz is twinned with:
| - Albufeira, Algarve, Portugal, since 2008 - Brașov, Romania, since 2012 - Charlottenburg, Berlin, Đức, từ năm 1995 - České Budějovice, Cộng hòa Séc, từ năm 1987 - Thành Đô, Tứ Xuyên, Trung Quốc, từ năm 1983 - Eskişehir, Thổ Nhĩ Kỳ, từ năm 2012 - Gabès, Tunisia, từ năm 1977 | - Gwangyang, Nam Jeolla, Hàn Quốc, từ năm 1991 - Halle, Saxony-Anhalt, Đức, từ năm 1975 - Kansas City, Kansas, Hoa Kỳ, từ năm 1988 - Linköping, Sweden, từ năm 1995 - Linz am Rhein, Rhineland-Palatinate, Đức, từ năm 1987 - Modena, Emilia-Romagna, Ý, từ năm 1992 - Nizhny Novgorod, Nga, từ năm 1993 | - Norrköping, Thuỵ Điển, từ năm 1995 - San Carlos, Nicaragua từ năm 1988 - Sumqayit, Azerbaijan, từ năm 2009 - Tampere, Phần Lan, từ năm 1995 - Zaporizhia, Ukraina, từ năm 1983 |